# THIS IS US/ディス・イズ・アス
『THIS IS US/ディス・イズ・アス』（原題：This Is Us）は、2016年9月20日から2022年5月24日までNBCで放送されたアメリカ合衆国のテレビドラマ。出演はマイロ・ヴィンティミリア、マンディ・ムーア、スターリング・K・ブラウン、クリッシー・メッツ、ジャスティン・ハートリー、スーザン・ケレチ・ワトソン、クリス・サリヴァン、ロン・シーファス・ジョーンズ、ジョン・ウエルタス、アレクサンドラ・ブレッケンリッジら。主要人物が多数いる群像劇である。

## 概要
物語は、ケイト、ケヴィン、ランダルの三つ子の人生を中心に、彼らの周囲の人々のかかわりを過去、現在、未来の複数のタイムラインを交えて描く。
過去、ケイトとケヴィンは三つ子として産まれてくる予定である。出産予定日は1980年10月12日だったが、6週間早い8月31日に生まれ、末の弟カイルは死産となる。3人を連れて帰るつもりだった両親のジャックとレベッカは、2人が産まれたのと同じ日に実の父によって消防署の前に置き去りにされた黒人の新生児ランダルを養子にする。三人は三つ子として育てられ、幼児期から現在までの彼らの人生が振り返られる。
現在は2016年以降が描かれ、30代半ばを超えた3人は恋愛や人生の岐路を迎える。各シーズンは3人の誕生日から始まり、シーズンごとに1年が経過する。
さらに、未来で三人の子供たちが成長した2030年代および2040年代も描かれる。
フラッシュバックの舞台はおもにピッツバーグ、現在の舞台はケヴィンとケイトの住むロサンゼルス、そしてランダルが住み、働くニュージャージー、ニューヨーク、フィラデルフィアである。
2016年の初放送から好意的なレビューが寄せられ、第74回ゴールデングローブ賞の作品賞（テレビドラマ部門）、第7回批評家協会テレビジョン賞の最優秀ドラマシリーズにノミネートされたほか、アメリカ映画協会が選ぶ2016年のトップ10番組に選ばれた。
レベッカ役のマンディ・ムーアとケイト役のクリッシー・メッツがゴールデングローブ賞の助演女優賞に、ランダル役のスターリング・K・ブラウンが全米映画俳優組合賞の男優賞（ドラマ部門）にノミネートされた。2017年のプライムタイム・エミー賞では、ドラマ部門の作品賞を含む10部門にノミネートされ、ブラウンが主演男優賞を受賞した。第75回ゴールデングローブ賞ではブラウンがドラマ部門主演男優賞を受賞した。
第1話放送から1週間後の2016年9月27日、NBCはシーズン1として全18話を放送することを発表。2017年1月、シーズン2とシーズン3（各18話）の制作が発表され2020年10月からはシーズン5が放送された。最終シーズン6は2022年1月4日より放送された。
日本では、2017年10月1日よりNHK総合でシーズン1の放送が開始。俳優の高橋一生がケヴィンの声優を務めたが、シーズン2では声優の小松史法に交代した。2018年5月からはAXNチャンネルでもシーズン1が放送された。シーズン2は2018年12月4日にDVDが発売され、同時にデジタル配信され、2019年4月12日からはBSプレミアムで放送され、2019年12月2日よりAXNで放送された。シーズン3は2019年10月2日、11月6日に分割してデジタル配信され、DVDは2019年12月4日に発売され、2020年12月7日よりAXNで放送されている。シーズン4は2021年1月13日よりデジタル配信された。シーズン5の前半は2021年10月27日より、後半は2021年12月22日より配信された。シーズン6は2022年8月3日よりDisney+およびAmazon Prime Videoで配信された。
なお、シーズン1の日本語題名ははNHKおよびDVD発売元の20世紀フォックスジャパンにおいて『THIS IS US 36歳、これから』となっていたが、シーズン2の題名は三つ子の37歳の誕生日に始まるためか、前者では『THIS IS US 2』、後者では『THIS IS US/ディス・イズ・アス』となっている。後者のシーズン3、4、5の題名も同様である。

## キャスト

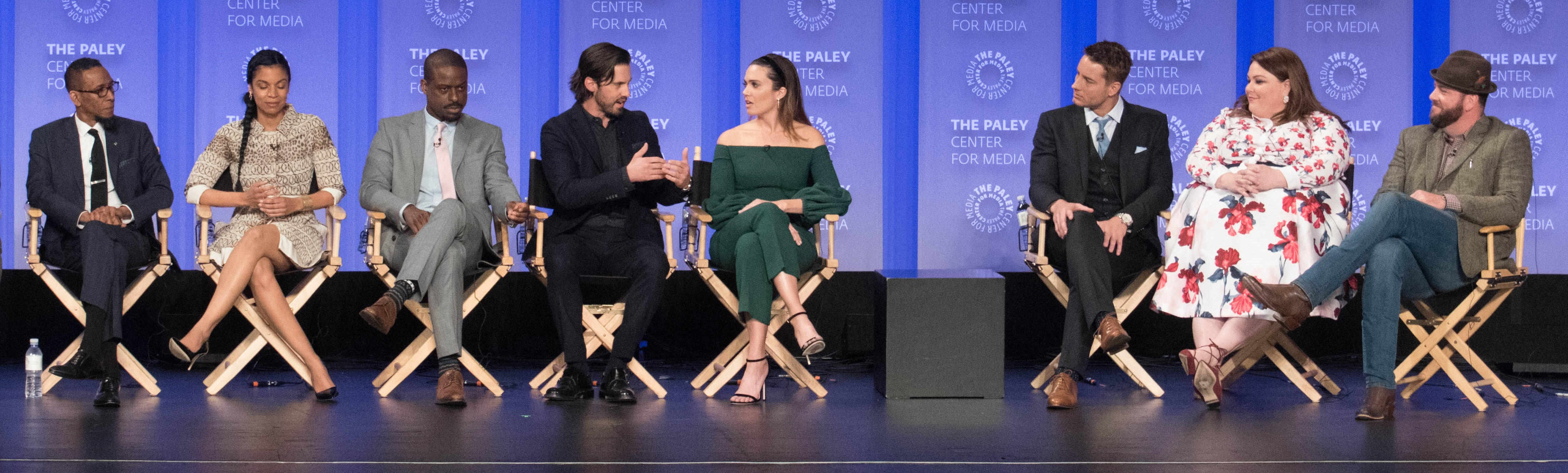
メインキャストたち、左から順にジョーンズ、ワトソン、ブラウン、ヴィンティミリア、ムーア、ハートリー、メッツ、サリヴァン

### メイン
- ジャック・ピアソン
  - 演 - マイロ・ヴィンティミリア、吹替 - 宮内敦士
  - レベッカの夫。ケイト、ケヴィン、ランダルの父親。ピッツバーグ在住。
  - 母親につらくあたり、暴力を振るう酒浸りの父親を見て育ち、それを反面教師として、自分は立派な人間になろうと心がけ、理想の家族を持つことを目標にする。 やがて、レベッカとめぐりあい、幸せな家庭を築き上げ、理想の父親となるが、アルコール依存症に苦しむ。 ケヴィン・ケイト・ランダルが17歳の時、この世を去る。
- レベッカ・ピアソン
  - 演 - マンディ・ムーア、吹替 - 園崎未恵
  - ジャックの妻。ケイト、ケヴィン、ランダルの母親。
  - 若い頃は地元の酒場などでシンガーをしており、レベッカが歌っていた酒場に訪れたジャックが一目惚れして交際がスタートする。
  - ジャックの死の10年後にミゲルと再婚している。次第に認知症を発する。
- ランダル・ピアソン
  - 演 - スターリング・K・ブラウン（15歳：ナイルズ・フィッチ / 8歳 - 10歳：ロニー・シェイヴィス）、吹替 - 杉村憲司
  - ジャックとレベッカの養子で黒人。ケイトとケヴィンとは三つ子として育つ。幼少期は「ウェブスター」などとからかわれる[注 1]。幼児よりしばしば不安障害を発する。幼児から優秀であり、ジャックの死後はレベッカに尽くす。
  - 現在は、ニュージャージー州で妻と2人の娘と裕福な暮らしをし、S1ではトレーダーとしてニューヨークで勤務する。S2では仕事を辞め、実父ウィリアムの住んでいたフィラデルフィアの貧困者向けアパートの住人を助ける仕事をする。S3ではフィラデルフィアの市会議員となる。S6では州上院議員となる。
  - 子どもたちに対しては、声を荒げることもなく、陽気に振る舞う優しい良き父である。
- ケイト・ピアソン
  - 演 - クリッシー・メッツ（英語版）（15歳：ハンナ・ジール / 8歳 - 10歳：マッケンジー・ハンシザック）、吹替 - 林りんこ
  - ジャックとレベッカの実の娘。ケヴィンとランダルとは三つ子として育つ。脱肥満を目指して減量サポートのサークルに参加する。ロサンゼルス在住。S1ではケヴィンのエージェント。S2ではシンガーを目指しトビーと結婚する。S3では盲目の息子ジャックを出産する。S5では養女ヘイリーを迎える。S6ではトビーと離婚し、勤務する視覚障害者のための音楽学校の上司フィリップと再婚する。
- ケヴィン・ピアソン
  - 演 - ジャスティン・ハートリー（15歳：ローガン・シュロイヤー / 8歳 - 10歳：パーカー・ベイツ）、吹替 - 高橋一生（S1）→小松史法（S2）
  - ジャックとレベッカの実の息子。ケイトとランダルとは三つ子として育つ。俳優。S1ではロサンゼルスで『シッターマン』(The Manny)という人気番組に主演していたが、その役柄に辟易して降板し、ニューヨークの舞台にでる。S2ではハリウッド映画に出演するも古傷の痛みから鎮痛剤およびアルコール中毒となる。S3で俳優業に復帰する。S5では一夜の情事から双子を授かる。S6では『シッターマン』のリブートに出演しながら双子の育児を助ける。若いころ一時結婚していたソフィーと再び一緒になる。
- ベス・ピアソン
  - 演 - スーザン・ケレチ・ワトソン（英語版）、吹替 - 木下紗華
  - ランダルの妻。テスとアニーの母親。若いころにはバレリーナを目指すも断念し大学でランダルに出会う。S4でバレエ教室を開く。教室を閉じた後、S6ではバレエ学校に勤務する。
- トビー・デイモン
  - 演 - クリス・サリヴァン、吹替 - 遠藤純一
  - ケイトが減量サークルで知り合う男性。S2でケイトと結婚する。
  - 幼少の頃から、ジョークを飛ばして周囲を笑わせることが得意で、疲れた母親の心を救ったりと人の心を癒やす術に長けている。
  - 長じてケイトと出会ってからは、ケイトを献身的に支えるが、自身も鬱病を患っており心に問題を抱えている。
  - 盲目の息子ジャックや自身の仕事をめぐって次第にケイトと溝が広がり、S6で離婚する。
- ウィリアム・ヒル
  - 演 - ロン・シーファス・ジョーンズ（英語版）（青年期：Jermel Nakia、吹替 - 永井将貴）、吹替 - 水野龍司
  - ランダルの実の父で詩人。妻の死と自身のコカイン中毒が原因で、産まれたばかりの息子を消防署の前に捨ててしまう。ニックネームはシェイクスピア。ランダルと再会し同居した後に死亡。
  - 同居したランダルの家族に限らず、近所の住人や配送業の人間、元々住んでいたアパートの住人からも慕われる。
- ミゲル・リヴァス
  - 演 - ジョン・ウエルタス 、吹替 - 西村太佑
  - ジャックの親友。レベッカの2番目の夫。S2よりメイン。
  - 幼少時、プエルトリコより家族とともに移住する。
  - テーラーで店員をしていた際、レベッカの両親と会う際に着るスーツを購入しようとジャックと知り合う。後に建設会社に勤め、その縁でジャックも同じ職場に勤める。
  - 結婚し子をもうけるも、離婚後は疎遠となる。
  - ジャックの死の10年後にレベッカと再婚する。ジャックの元親友として、子供らから反感を買わないように、自分を抑制して出来る限り存在を殺す。レベッカが認知症を発した後は自らの健康を顧みずに献身的に世話をする。
- ソフィー
  - 演 - アレクサンドラ・ブレッケンリッジ（15歳：アマンダ・レイトン（英語版） / 10歳：ソフィア・コト、吹替 - 甲斐田裕子
  - ケイトとケヴィンの幼なじみで看護師。高校卒業後にケヴィンと短期間結婚するも、ケヴィンの浮気が原因で離婚する。グラントと再婚するも離婚し、S6でケヴィンと再会する。
  - S2でメイン[17]。その後はゲスト。
- テス・ピアソン
  - 演 - エリス・ベイカー、吹替 - 宇山玲加
  - ランダルとベスの長女。将来はソーシャルワーカー。S2よりメイン。同性愛者。
- アニー・ピアソン
  - 演 - フェイス・ハーマン、吹替 - 小堀幸
  - ランダルとベスの次女。喘息を患う。S2よりメイン。
- ゾーイ・ベイカー　
  - 演 - メランー・リバード
  - ベスの従妹。S3でメイン。その後はゲスト。
- デジャ・ピアソン
  - 演 - リリック・ロス
  - ランダルとベスの養女。S3よりメイン。
- ニック・ピアソン
  - 演 - マイケル・アンガラノ (青年期)、グリフィン・ダン (壮年期)
  - ジャックの弟。ベトナム戦争で死んだとジャックが家族に偽り音信を絶っていた衛生兵。トレーラーハウスで世捨て人の生活を送り、アルコール依存症に苦しむ。(S3-)
- マリク・ホッジス
  - 演 - アサンテ・ブラック（英語版）
  - シングル・ファーザーの高校生、後にハーバード大生。デジャのボーイフレンド。(S4-)
- マディソン
  - 演 - Caitlin Thompson
  - ケイトが減量サークルで知り合う友人。S5では一夜の情事でケヴィンの双子を産むも結婚式寸前で思いとどまり、イライジャと結婚する。 (S2-、S5からメイン)
- フィリップ
  - 演 - Chris Geere
  - ケイトが勤める盲学校の上司。後に夫。(S5-、S6からメイン）

### リカーリング
- ネイサン・カタウスキー医師
  - 演 - ジェラルド・マクレイニー 、吹替 - 佐々木省三
  - ケイトとケヴィンの三つ子を取り上げる老医師。その1年前（1979年）に妻を亡くす。
- オリヴィア・メイン
  - 演 - ジャネット・モンゴメリー、吹替 - 佐古真弓
  - 著名な舞台女優で一時ケヴィンと付き合う。(S1)
- スローン・サンドバーグ 
  - 演 - Milana Vayntrub、吹替 - 森なな子
  - 舞台脚本家で一時ケヴィンと付き合う。(S1)
- ジェシー
  - 演 - デニス・オヘア
  - ウィリアムの同性の元恋人。(S1)
- デューク
  - 演 - Adam Bartley
  - 減量キャンプの厩舎従業員 (S1)
- リンダ
  - 演 - デブラ・ジョー・ラップ
  - ランダルとベスに里子を世話するソーシャル・ワーカー (S2)
- ゲイル・ジャスパー
  - 演 - スマリー・モンタノ
  - ケイトを担当する産婦人科医 (S3)
- ジェイ=ワン・ユー
  - 演 - Tim Jo
  - ランダルの選挙参謀のちにスタッフ。(S3-)
- キャシディ・シャープ
  - 演 - ジェニファー・モリソン
  - PTSDに悩む元軍人。ケヴィンとニックの友人。(S4-)
- デイヴ・マローン
  - 演 - ティム・マシスン
  - レベッカの父。(S4-)
- グレゴリー
  - 演 - ティモシー・オマンソン
  - トビーとケイトの隣人。(S4-)
- キャロル・クラーク
  - 演 - Phylicia Rashad
  - ベスの母親。教師。
- マーク
  - 演 - オースティン・エイブラムス
  - 青年期のケイトのレコード店の同僚、ボーイフレンド。(S4-)
- コーリー・ローレンス
  - 演 - Brandon Scott
  - ランダルの中学時代の教師。(S4)
- ジャック・デイモン
  - 演 - Blake Stadnik
  - ケイトとトビーの盲目の息子の未来での成長した姿。シンガー。(S4、S6)
- ルーシー
  - 演 - Auden Thornton、吹替 - 大平あひる
  - ジャック・デイモンのフィアンセでその娘ホープの母。(S4、S6)
- ローレル・デュボア
  - 演 - Jennifer C. Holmes
  - ウィリアムの恋人、ランダルの実母。 (S5)
- ハイ・ラン
  - 演 - Vien Hong
  - ベトナムからの難民でローレルの友人。 (S5)
- イライジャ
  - 演 - Adam Korson
  - マディソンのボーイフレンド、後に夫。(S6)
- イーディ
  - 演 - ヴァネッサ・ベル・キャロウェイ
  - ニックの妻となるCA。(S6)
- マット・ディクソン
  - 演 - Matt Corboy
  - ジャックの死後のレベッカのボーイフレンド。(S6)

## あらすじ

### シーズン1のあらすじ
過去、1980年、ピッツバーグに住むジャックとレベッカのピアソン夫妻は三つ子出産に備えるが、三人目は死産となる。その日、捨てられていた黒人の男の子ランダルを三人目として養子にする。夫のジャックは慣れないデスクワークに移って必死に働き、家族に尽くす。レベッカはランダルを捨てたウィリアムを見つけるが、自分だけの秘密にする。やがて子供たちは成長し、三つ子のうちハンサムなケヴィンは花形のクォーターバックとなり、ケイトは肥満に悩み、成績の良いランダルは一人だけ別の学校に移る。子育てが一段落し、レベッカは歌手のキャリアを再開しようとするが、それがジャックとの間に溝を生む。
現在、2016年、三つ子は36才となっている。ジャックは亡くなってレベッカはジャックの親友のミゲルと再婚している。ケヴィンはロサンゼルスでテレビ番組「シッターマン」主演により有名となるが、マンネリに飽きてニューヨークに移り、舞台俳優を目指す。ケイトはロサンゼルスでケヴィンのマネージャーをしていたが、同じく肥満に悩むトビーと出会う。ランダルはニューヨークでトレーダーをし、妻と娘たちと共にニュージャージーの高級住宅地で豊かな生活を送るが、フィラデルフィアに住む実父のウィリアムを見つけ出して一緒に住む。ランダルは白人優位社会で暮らすことのストレス、仕事のプレッシャー、家族への義務、父の末期がんを抱えて押しつぶされそうになる。ウィリアムは亡くなり、ランダルは会社を辞職する。ケヴィンは元妻ソフィーと関係を復活させ、舞台デビューを飾る。

### シーズン2のあらすじ
過去、1998年、三つ子が高校三年生となって進路に悩み、ピッツバーグの家の火事によりジャックが死ぬ時期が主に描かれる。ジャックはアルコール依存症となり、レベッカの助けで必死に克服しようとする。ジャックは、肥満症の傾向を見せ、歌でも母親に劣等感を持つケイトに甘くなる。レベッカは、優等生のランダルに甘くなる。両親のどちらにもひいきされないケヴィンはクォーターバックとして将来を嘱望されるが大怪我をしてフットボールと大学をあきらめ、後に俳優を目指す。スーパーボウルの夜に家に火事が起き、家族を救った後にジャックが死ぬ。ケイトは父の死で自分を責める。
現在、2017年、三つ子は37歳となる。ケイトは歌手としてのキャリアを求め、トビーと婚約し妊娠するが流産する。ランダルは里子のデジャを迎え、ウィリアムの住んでいたフィラデルフィアで妻ベスとともに新たな仕事を始める。ケヴィンは映画の撮影で古傷を痛め、鎮痛剤と酒の依存症となり、再びソフィアと別れるが、家族の支えで立直る。ケイトとトビーは結婚式を挙げる。
未来のフラッシュフォワードで、ランダルはケースワーカーとなったテスとともにある人物に会いに行く。トビーは鬱状態となっている。

### シーズン3のあらすじ
過去、レベッカに出会う前のジャックはベトナム戦争に徴兵された弟ニックを救うために、心臓疾患を隠して軍に志願する。だがジャックはニックが憎悪からベトナム人の少年を殺したと誤解し、二人は音信を断つ。レベッカはジャックと出会い、その支えで歌手の夢を追うが挫折する。
過去、1998年、ジャックの死後、父を失ったことから立ち直れないケイトは進学せず、ケヴィンはソフィーとともにニューヨークに行き俳優を目指す。ベスはバレリーナの道に挫折し、大学でランダルと出会って結婚し、その後はランダルのために自分の人生を犠牲にし続ける。
現在、2018年、三つ子は38歳となる。ケヴィンはベスの従妹のゾーイと付き合い始める。父親のベトナム戦争時の過去に興味を持って二人でベトナムを訪れ、死んだと聞かされていた叔父ニックが生きていることを知る。ケヴィンは、酒に溺れうらぶれたニックと会って落ち込み、再び酒に戻り、ゾーイに支えられる。だがゾーイは子供を持つことを拒否してケヴィンと別れる。ケイトは学位を取り、不妊治療を受けて男の子を産みジャックと名付ける。トビーは妊活のために一時期抗鬱剤を止めて鬱に苦しむ。レベッカとミゲルはケイトのそばに引っ越そうとする。ランダルとベスはデジャを正式に養女とする。テスは同性愛者であることを告白する。ランダルはウィリアムの住んだフィラデルフィアの貧困地区の現状に胸を痛めて市会議員となり、ニュージャージーから通う多忙な生活を始める。新たにバレエ教師の仕事を始めたベスも多忙となり、二人の間に溝が広がる。二人はフィラデルフィアに引っ越し、ベスが自分自身のバレエスタジオを開くことで問題を解決する。
未来のフラッシュフォワードで、ケヴィンの息子やジャックを含むピアソン家が集まり、病気のレベッカを見舞う。

### シーズン4のあらすじ
過去、結婚前の貧しいジャックはレベッカの富裕な家族に紹介され、父親の反対のために一時は結婚を躊躇する。三つ子が中学の頃、ジャックは山小屋を買い、タイムカプセルを埋める。ジャックの死後、18才の三つ子は高校を卒業しそれぞれの道を進む。ケヴィンはニューヨークで俳優を目指し、突然にソフィーと結婚する。進学しなかったケイトは実家で暇を持て余し、レコード店に勤めてマークと付き合い始めるが、そのむら気に苦労した末に別れる。ランダルは大学でベスと付き合いながら、しばしば実家の面倒を見る。レベッカは仕事に就き、家を買う。
現在、2019年、三つ子は39歳となる。ケヴィンは自身のアルコール依存症に向き合いながら、しばし叔父のニックと一緒に過ごしてその生活の再建を助ける。やはりアルコール依存症を抱える復員軍人のキャシディと出会う。ソフィーは別の男と婚約している。ケイトの友人のマディソンがケヴィンの子である双子を身ごもる。ケイトとトビーの間には、息子ジャックが盲目であることから一時溝ができる。二人は養子を迎えようと決める。ランダルは一家でフィラデルフィアに引っ越して市会議員に専念し、ベスはバレエスタジオを開く。デジャはシングルファーザーの高校生マリクと付き合い始める。家に侵入者が入ったのち、ランダルは不安障害に苦しみ心理カウンセラーにかかる。ミゲルとともにロサンゼルスに引っ越したレベッカはアルツハイマー病を発症する。セントルイスで母に実験的治療を受けさせたいランダルは、家族と共に穏やかな暮らしをさせたいケヴィンと仲たがいする。
未来、ケイトとトビーの盲目の息子ジャックはシンガーとなり、ルーシーと婚約し娘ホープをもうける。ジャックの妹のヘイリーが見舞う。

### シーズン5のあらすじ
過去、1980年、恋人ローレルが麻薬の過剰使用で死んだと思ったウィリアムは、ランダルを捨てる。だがローレルは蘇生して逮捕され、ウィリアムの知らぬままに5年の刑期を務めた後に故郷のニューオーリンズで死ぬ。8年生のケヴィンはジャックとともにフットボールに夢をかける。ジャックの死後、ランダルは大学に通い、ケイトは密かにマークとの子を中絶し、新婚のケヴィンは単身ロサンゼルスに住むも俳優業はうまく行かない。
現在、2020年、三つ子は40歳となる。COVID-19とBLM運動が人々に大きく影響する。レベッカの実験的治療は中止され、ミゲルと山小屋にこもる。ランダルは白人家庭の黒人養子として育った苦痛と向き合い始め、最近までニューオーリンズで生存していた母ローレルの人生を知る。ベスは長女テスの性嗜好の受け入れに苦労する。ケヴィンはマディソンと同居し、カナダで撮影途中の映画を捨てて出産に駆けつける。ケイトはトビーに中絶体験を打ち明ける。マディソンはニコラスとフランセスの双子を生み、ケイトとトビーはエリーという女性が同じ夜に生んだヘイリーを養女に迎え、新ビッグ・スリーと呼ぶ。トビーは失職し、ケイトは息子ジャックの通う視覚障害者のための音楽学校で働き始める。ケヴィンはランダルに結婚式の介添えを頼み、ランダルが抱いてきた差別感について話し合う。ケヴィンはマディソンと結婚しようとするも、愛がないことに気づいた二人は式直前に別れる。
未来、2026年、ケイトは上司フィリップと結婚しようとしている。

### シーズン6のあらすじ
過去、1999年、ケヴィンはLAで役者としての芽が出ずに浮気をしてソフィーと離婚する。進学せず母と同居してウエイトレスをするケイトは閉塞感に苦しむ。ランダルは順調に大学に通い、ベスと交際する。離婚していたミゲルがヒューストンに引っ越すと聞いたレベッカは悲しむ。2008年、ミゲルとレベッカは連絡を取り合うようになり、やがて結婚する。
現在、2021年、三つ子は41才となる。レベッカの病状は悪化する。ミゲルは自らの健康も顧みず、献身的にレベッカの世話をする。ケヴィンは『シッターマン』のリブートの役を得て、マディソンの育児を手助けする。マディソンはイライジャと結婚し、子をもうける。ケヴィンはペンシルバニアの山小屋の隣に、父が夢見た家を建て始め、ニックやキャシディと協力して復員軍人たちを雇用する。衰えつつあるレベッカとミゲルがその家に住む。サンフランシスコでやりがいのある仕事を得たトビーはケイトに引っ越しを望むも、視覚障害者のための音楽学校で天職を見つけたケイトは拒否し、二人の間に溝が広がる。ジャックの怪我をきっかけにトビーは再びLAに住むが結婚は破綻し、離婚する。ニックはCAのイーディと結婚する。数年後、ケイトとフィリップの婚約パーティーで、ケヴィンは結婚したソフィーに再会する。
未来、2026年、ケイトはフィリップと結婚する。ランダルは州上院議員となっている。式の前夜、ケヴィンは離婚したソフィーに再会し、二人は愛を蘇らせる。ミゲルはレベッカを置いて逝く。三つ子たちは母の介護方針を話し合い、ケヴィンとソフィーがペンシルバニアのレベッカの家に同居し、隣の山小屋にニックとイーディが住むこととなる。マディソンとイライジャも近所に引っ越す。
2032年、レベッカは家族に看取られて逝く。研修医のデジャはランダルの初孫を身ごもり、ランダルは大統領選を目指すことにする。

## エピソードリスト
| シーズン | 話数 | 放送期間                       |
| -------- | ---- | ------------------------------ |
| 1        | 18   | 2016年9月20日 - 2017年3月14日  |
| 2        | 18   | 2017年9月26日 - 2018年3月13日  |
| 3        | 18   | 2018年9月25日 - 2019年4月2日   |
| 4        | 18   | 2019年9月24日 - 2020年3月24日  |
| 5        | 16   | 2020年10月27日 - 2021年5月25日 |
| 6        | 18   | 2022年1月4日 - 2022年5月24日   |

### シーズン1 (2016年 – 2017年）
| 話数 | タイトル 原題                                       | 放送日         | 放送日         | 演出                            | 脚本                                                    | 視聴者数 （百万人） |
| --- | --------------------------------------------------- | -------------- | -------------- | ------------------------------- | ------------------------------------------------------- | ------------------- |
| 第1話 | 誕生日 Pilot                                        | 2016年9月20日  | 2017年10月1日  | John Requa グレン・フィカーラ   | ダン・フォーゲルマン                                    | 10.07               |
| 誕生日が同じ人は世界中に1800万人以上いると言われる。1980年、ピッツバーグに住むジャック・ピアソンは三つ子を妊娠中の妻レベッカと自身の36歳の誕生日を祝っていたところ、レベッカが破水し予定日より早く出産へ向かう。レベッカは男の子と女の子を産むが、残る1人を死産で失う。 2016年、ロサンゼルス在住で脱肥満を目指すケイトは36歳の誕生日に、減量のためのカウンセリングでトビーという男性と親しくなる。同日、ハリウッドで人気番組『シッターマン』の主演を務めていたケイトの兄ケヴィンは、役柄に満足できず、観客がいる中で不満をぶちまけ降板してしまう。ニューヨーク在住のエリートビジネスマンのランダルは36歳の誕生日に、産まれてすぐに自分を消防署の前に捨てていった実の父親の行方を探し当て、フィラデルフィアに会いに行く。父に向かって良い親に恵まれたことや現在の幸せな生活について喧々と話すが、恨みつらみをぶつけようとしていた気持ちがなぜかくじけ、娘たちに会わせようと家族が待つニュージャージーの自宅へ連れ帰ってしまう。 ジャックは新生児室で2人の隣に並んでいた捨て子に運命的なものを感じ、養子にすることを決める。ケイトとケヴィンはレベッカから無事に産まれた三つ子のうちの2人で、同じ日に消防隊員によって同じ病院に連れて来られていたのがランダルだった。レベッカとジャックのストーリーは1980年に起きている。 |                                                     |                |                |                                 |                                                         |                     |
| 第2話 | ビッグ・スリー The Big Three                        | 2016年9月27日  | 2017年10月8日  | ケン・オリン                    | ダン・フォーゲルマン                                    | 8.75                |
| 1980年、3人の子育てに追われるレベッカは、ジャックとの結婚生活に問題を抱える。ジャックは仕事が終わった後に酒を飲みながら親友のミゲルに妻とのことを相談する。 現在、ランダルの妻ベスは、バス代を貰って1日中外出するウィリアムの行動に不信感を抱く。ケイトとトビーはより親しくなる。ケヴィンは契約期間がまだ2年残っているとエージェントに伝えられ、ランダルにアドバイスを求める。幼少期の決して良好とは言えなかった兄弟仲が2人を隔てるが、父ジャックの合言葉「ビッグ・スリー」が3人を繋げる。ベスとウィリアムの誤解が解けた翌朝、ランダルの自宅にレベッカが夫のミゲルと訪ねてくる。 |                                                     |                |                |                                 |                                                         |                     |
| 第3話 | 秘密 Kyle                                           | 2016年10月11日 | 2017年10月15日 | John Requa グレン・フィカーラ   | ダン・フォーゲルマン                                    | 9.87                |
| 1980年、当初ランダルの名前はカイルである。レベッカはランダルの実父ウィリアムを探し当てて息子と会うことは禁じるが、ウィリアムの好きな詩人の名前からランダルの名前を選ぶ。 現在、レベッカに叱責されたウィリアムはランダルの家から去り、息子に連れ戻される。ウィリアムには末期のガンがあることが分かる。ケヴィンはニューヨークに行くことを決める。ケイトにも同行を求めるが、トビーと親しくなったのを見てあきらめる。 |                                                     |                |                |                                 |                                                         |                     |
| 第4話 | プール The Pool                                     | 2016年10月18日 | 2017年10月29日 | John Requa グレン・フィカーラ   | ダン・フォーゲルマン Donald Todd                        | 9.71                |
| 1980年代、ピアソン家はプールに行く。ケイトは肥満のために仲間外れにされる。ランダルは両親の目を離れて黒人の子と遊ぶ。両親の目が二人に向いたため、ケヴィンは溺れそうになる。 現在、ケヴィンはブロードウェイの舞台のオーディションでしくじるが、『シッターマン』の人気のおかげで役を得る。ウィリアムは近所を散歩中に不審者として通報される。ランダルは娘が舞台で白雪姫の役を演じた時の観客の反応に困惑する。ケイトはトビーの元妻の店で仕事を得る。トビーは元妻との離婚のショックで肥満となり自殺も考えたと告白する。ケヴィンはしばらくランダルの家に滞在する。 |                                                     |                |                |                                 |                                                         |                     |
| 第5話 | スーパーボウルの夜 The Game Plan                    | 2016年10月25日 | 2017年11月5日  | ジョージ・ティルマン・ジュニア  | Joe Lawson                                              | 8.68                |
| 1980年のスーパーボウルの夜、ジャックとレベッカは子供を持つべきか言い争う。 現在、ベスは妊娠を疑うが、違うことが分かる。ウィリアムはケヴィンにシッターマンのファンであったと話し、自分を疑うことをやめさせる。ケヴィンは台本を覚えながら姪たちに生と死を語る。ケイトはスティーラーズの試合を見て奇妙な挙動を見せ、フットボールの試合は特別なものだとトビーに告白する。ジャックが死んでいることが分かる。 |                                                     |                |                |                                 |                                                         |                     |
| 第6話 | レッスン The Game Plan                              | 2016年11月1日  | 2017年11月12日 | Craig Zisk                      | Bekah Brunstetter                                       | 8.48                |
| 過去のフラッシュバックで、ランダルは優秀さを隠すのをやめ、エリートの通う私立学校に転校する。 現在、ランダルは娘の学校で、天候に基づく商品先物トレーダーの仕事を説明するが上手くいかない。ケイトはマリンの秘書となる。マリンの反抗的な娘ジェンマは、母親が意図的に自分と同じく肥満したケイトを雇ったと思いこむ。ケイトは自分も細身の母に反発し、口をきいてないことをジェンマに打ち明ける。オリヴィアは、悲しみを表現できないケヴィンに演技のコツをつかませようとする。ランダルはピアノを習うことにする。 |                                                     |                |                |                                 |                                                         |                     |
| 第7話 | 世界一の洗濯機 he Best Washing Machine in the World | 2016年11月15日 | 2017年11月19日 | Silas Howard                    | K.J. Steinberg                                          | 9.50                |
| 少年時代のフラッシュバックで、ケヴィンとランダルは喧嘩が絶えず、ケヴィンは二人の部屋から出て洗濯機の置かれた地下室に住む。二人はアメリカンフットボールの試合で敵味方になり、喧嘩を始める。 現在、レベッカとミゲルがキャンセルしたためにケヴィンとランダルは二人だけで夕食に出かける。二人だけになりたくないケヴィンはわざと大テーブルに座る。ランダルが自分のショー『シッターマン』を見ていないことを知ったケヴィンは店を出る。二人は喧嘩を始める。ケイトのダイエットはうまくいかないが、トビーは順調で、ダイエットを止めようとする。ベスとウィリアムはマリファナ入りのブラウニーを一緒に食べ、ウィリアムはレベッカと知り合いであったことを漏らす。ベスはケヴィンの荷物を地下室に移す。 |                                                     |                |                |                                 |                                                         |                     |
| 第8話 | 感謝祭 Pilgrim Rick                                 | 2016年11月22日 | 2017年11月26日 | Sarah Pia Anderson              | Isaac Aptaker & Elizabeth Berger                        | 9.00                |
| 過去のフラッシュバックで、感謝祭のためにピアソン一家はレベッカの両親の家に車で6時間かけて向かう。途中で事故を起こし、あきらめてモテルに泊まる。ジャックは帽子を被ってピルグリム・リックに扮し、ポリスアカデミー3の映画を見せて子供たちを楽しませる。 現在、感謝祭を控え、ダイエットのうまく行かないケイトはトビーと距離を置き、独りでランダル家に向かう。ケヴィンはオリヴィアをランダルの家での感謝祭に招く。レベッカとミゲルもランダル家に招かれる。ベスはレベッカに、ウィリアムと知り合いであったことをランダルに告白するよう迫る。だがレベッカが話す前にランダルは知ってしまう。ウィリアムは、できるうちにケヴィンに優しくするようオリヴィアを諭す。一家はそろってポリスアカデミー3を見る。ケヴィンは帽子を被るピアソン家の習慣をミゲルに初めて許す。飛行機が激しく揺れてケイトは死を覚悟し、胃のバイパス手術を受けると家族に告げる。 |                                                     |                |                |                                 |                                                         |                     |
| 第9話 | 家族旅行 The Trip                                   | 2016年11月29日 | 2017年12月3日  | Uta Briesewitz                  | Vera Herbert                                            | 10.53               |
| 過去、ランダルは実の両親を探す。レベッカはウィリアムを再訪するが、ジャックには秘密にする。 現在、ランダルはレベッカの嘘に怒る。3つ子は山小屋に来る。オリヴィアは前のボーイフレンドのアッシャーと脚本家のスローンを連れてくる。オリヴィアはケイトに暴言を吐く。ランダルはジャックの幻覚を見る。レベッカに嘘をつかれたと聞いた幻のジャックはショックを受けるが、レベッカの気持ちを理解するようランダルに言う。ケイトはトビーと友達でいようとするが拒否される。ケヴィンはオリヴィアとアッシャーを山小屋から追い出し、スローンと寝る。ランダルはレベッカにクリスマスまで口をきかないと宣言する。 |                                                     |                |                |                                 |                                                         |                     |
| 第10話 | クリスマス Last Christmas                           | 2016年12月6日  | 2017年12月10日 | ヘレン・ハント                  | Donald Todd                                             | 10.95               |
| 過去、クリスマスイブの夜、ケイトが虫垂炎になり、病院に行ったピアソン家は交通事故で重傷を負ったカタウスキー医師にあう。 現在、オリヴィアが失踪して舞台は危機に陥り、スローンの家のハヌカーに出席したケヴィンは、スローンを説得して代役に立てる。ケイトは母レベッカと共に胃のバイパス手術の説明を受ける。クリスマスイブ、ランダルが同僚を説得して自殺を思いとどまらせた後、スローンと家族が全員ランダルの家に集まる。トビーもロサンゼルスから飛んできてケイトとよりを戻す。ウィリアムはバイセクシュアルであることが分かる。トビーが倒れて病院に運ばれる。 |                                                     |                |                |                                 |                                                         |                     |
| 第11話 | 戸惑い The Right Thing to Do                        | 2017年1月10日  | 2017年12月17日 | Timothy Busfield                | Aurin Squire                                            | 10.48               |
| 過去、ジャックとレベッカは出産に備えて新しい家を探すが、三つ子が生まれると聞いて戸惑う。レベッカの不仲の母は同居を誘う。ジャックは疎遠だった父の援助を得て自分が建築中の家を買う。 現在、トビーは心臓の手術を受ける。ウィリアムはゲイの友人のジェシーと共に過ごす時間が増え、ランダルは困惑する。ケヴィンは自己資金を出して舞台の準備を進め、代役のスローンとの共演も関係もうまく運ぶ。オリヴィアが戻り役と二人の関係の復活を求めるが、ケヴィンは迷った末に断る。ウィリアムは化学療法を止める。ケヴィンとケイトは結婚を考え始める。 |                                                     |                |                |                                 |                                                         |                     |
| 第12話 | 小さな奇跡 The Big Day                              | 2017年1月17日  | 2017年12月24日 | ケン・オリン                    | ダン・フォーゲルマン & Laura Kenar                      | 9.59                |
| 過去、三つ子の誕生直前、苛立つレベッカはジャックの誕生日を忘れる。ミゲルはジャックを無理やりゴルフに連れていくが、妻が心配なジャックは帰宅する。カタウスキー医師は妻の死を乗り越えられずに一人寂しく暮らし、友人とも交際しない。結婚生活の破綻しつつある消防士のジョーは教会で奇跡を願う。ウィリアムがランダルを消防署の前に捨てる。子供のいないジョーが見つけ、夫婦で育てようとするが妻に拒否される。ジョーはランダルを病院に連れて行き、三つ子の一人を死産で失ったジャックが養子に迎える。翌日、カタウスキーは妻の遺品を処分し、友人と食事を共にする。ジョーと妻の間にも会話が復活する。 |                                                     |                |                |                                 |                                                         |                     |
| 第13話 | 愛の告白 Three Sentences                            | 2017年1月24日  | 2018年1月7日   | Chris Koch                      | Joe Lawson & Bekah Brunstetter                          | 9.63                |
| 1989年、ケヴィンとケイトはそれぞれ別々に誕生会をしたいと言う。ケヴィンとケイトのクラス全員が集まるが、ランダルのクラスからは数人しか来ない。ケイトの親友のソフィーは、女の子たちを連れてケヴィンのパーティーに合流し、ケイトは一人ぼっちになる。 現在、ランダルは忙しいが、化学療法を止めて元気が出たウィリアムのために時間を割く。ケイトは胃のバイパス手術の代わりに減量キャンプに行く。ケヴィンはスローンと別れ、バーでトビーに相談して最愛の女を求めろと助言され、ケイトの親友で元妻のソフィーに会いに行く。キャンプでは従業員の男がケイトを誘惑する。 |                                                     |                |                |                                 |                                                         |                     |
| 第14話 | 忍び寄る不安 I Call Marriage                        | 2017年2月7日   | 2018年1月14日  | George Tillman Jr.              | Kay Oyegun                                              | 9.57                |
| 過去、ミゲルが離婚すると聞いたジャックは動揺し、レベッカにサプライズを用意する。レベッカはバンドのツアーに誘われる。 現在、ケヴィンはソフィーとよりを戻そうと努力する。トビーはケイトの減量キャンプに参加し冷たくあしらわれる。ランダルはウィリアムの死期と仕事上のライバルの出現と家族への義務に悩まされる。 |                                                     |                |                |                                 |                                                         |                     |
| 第15話 | ジャックの息子 Jack Pearson's Son                   | 2017年2月14日  | 2018年1月21日  | ケン・オリン                    | Isaac Aptaker & Elizabeth Berger                        | 9.03                |
| 過去、レベッカはバンドのツアーに参加したいという。バンドメンバーとレベッカが昔デートしたことがあると聞いたジャックは反対する。二人は喧嘩をしてジャックは何年振りかに酒を飲む。 現在、減量キャンプを追い出されたケイトはトビーとお互いのことを打ち明けあうが、ケイトは父親が死んだ事情を口にできない。ベスが不在となり、ランダルはさらにストレスを抱える。ケヴィンが初舞台を迎える直前、ランダルが重い悩んだ様子で電話をかけて来る。ケヴィンはランダルがかつてプレッシャーに押しつぶされて神経衰弱になったことを思い出し、父ならどう行動するかを考えた上で、舞台をすっぽかしてランダルを慰めに行く。 |                                                     |                |                |                                 |                                                         |                     |
| 第16話 | メンフィス Memphis                                  | 2017年2月21日  | 2018年1月28日  | John Requa & グレン・フィカーラ | ダン・フォーゲルマン                                    | 9.35                |
| 過去のフラッシュバックでは、父を知らずに育ったウィリアムと母の関係が描かれる。母は親戚の面倒を見るためにメンフィスからピッツバーグに行く。従兄のクラブでバンド活動をしていたウィリアムは母の病気を知ってピッツバーグに行き、ランダルの母となる女性と出会い、母を看取る。悲しみのあまり薬物に手を出し、従兄との約束を破ってメンフィスには戻らないままとなる。 現在、ベスの反対を押し切って、ランダルは死期の迫ったウィリアムと車でメンフィスに旅行する。従兄はウィリアムが戻らなかったことを未だに怒っていたが赦し、ウィリアムはバンドで演奏する。翌朝、ウィリアムは病院に運ばれ、数時間の命だと宣告される。ランダルはジャックのやり方で父の死への恐怖を和らげ、ウィリアムは安らかに逝く。 |                                                     |                |                |                                 |                                                         |                     |
| 第17話 | 完璧な一日 What Now?                                | 2017年3月7日   | 2018年2月4日   | Wendey Stanzler                 | K.J. Steinberg & Vera Herbert                           | 11.15               |
| 過去、レベッカはバンドのツアーに出発する。ケイトはジャックにショーを見に行くべきだと勧める。ジャックはバーで同僚の女性の誘惑を退け、酔っているにもかかわらず車でコンサートに出かける。 現在、ウィリアムの遺志で、ランダルの娘たちが葬式のかわりに祖父の人生の締めくくりのお祝いを企画する。見知らぬ多くの人々がウィリアムの死を悲しむ。ベスはメンフィスからウィリアムが送った絵葉書を受け取る。レベッカは、ランダルを失うのが嫌でウィリアムのことを秘密にしていたとランダルに告白し、二人は愛情を確認しあう。家族が見守る中でケヴィンの舞台が始まるが、見に来るよう願った批評家は現れない。ランダルは職場で尊重されてないと感じて辞職する。ケヴィンとソフィーは関係を復活させる。舞台を見たロン・ハワードがケヴィンに映画の役を提示する。ケイトはトビーに父の死について語れず、ただ自分のせいだと言う。 |                                                     |                |                |                                 |                                                         |                     |
| 第18話 | 幸運の女神 Moonshadow                               | 2017年3月14日  | 2018年2月4日   | ケン・オリン                    | ダン・フォーゲルマン & Isaac Aptaker & Elizabeth Berger | 12.84               |
| 1972年のフラッシュバックで、ジャックとレベッカはそれぞれブラインドデートをお膳立てしてもらう。ベトナム帰りで定職のないジャックは友人と闇カジノに出かけ、ポーカーで大勝ちする。だが帰り道カジノの従業員に襲われて金を奪われる。ジャックは友人とバーから金を盗む計画を立てるが、レベッカの歌う姿に気を取られて思いとどまる。 1990年代のフラッシュバックで、酔ったジャックはレベッカのショーに来る。元ボーイフレンドのベンが妻にキスしようとしたことを知って殴りかかる。レベッカは出演を取りやめ、車を運転してジャックとともに家に帰る。家に戻った二人は言い争う。翌朝、ジャックはしばらくミゲルの家に行くことにする。 現在、ケヴィンは映画に出るためにソフィーを置いてロサンゼルスに向かう。昔のアルバムを見返したランダルは、養子を迎えたいとベスに言う。 |                                                     |                |                |                                 |                                                         |                     |

### シーズン3 (2018年 – 2019年）
| 話数 | タイトル 原題                                                    | 放送日         | 配信日        | 演出                       | 脚本                                                    | 視聴者数 （百万人） |
| --- | ---------------------------------------------------------------- | -------------- | ------------- | -------------------------- | ------------------------------------------------------- | ------------------- |
| 第1話 | 38歳の誕生日 Nine Bucks                                          | 2018年9月25日  | 2019年10月2日 | ケン・オリン               | ダン・フォーゲルマン & Isaac Aptaker & Elizabeth Berger | 10.54               |
| 過去、ジャックはレベッカと初めて会った日、9ドルしかもたずにカーニバルに誘う。雨が降っても傘を買うことができず、ベトナム戦争から帰還後の人生がうまくいってないと告白する。レベッカはキスをし、次のデートを受け入れる。だが次のデートの約束の日、ジャックは、別の男が花束をもってレベッカにキスをするところを見る。 現在、三つ子の38歳の誕生日、デジャは正式に養女にしたいと言うランダルの申し出を断るが、実の父親に会った後で受け入れる。ケヴィンとゾーイは付き合うが、複雑な環境で育ったゾーイはケヴィンを傷つけるだろうとベスが警告する。ケイトとトビーは体外受精の治療を受けに行き、いったんはケイトの体重を理由に断られるが、10%の成功確率でも試してみようとジャスパー医師に提案される。トビーは精子を減らす抗うつ薬の服用を止める。 未来、ランダルとテスはある女性に会いに行こうとする。ランダルは一緒に来るようトビーに電話をかける。 |                                                                  |                |               |                            |                                                         |                     |
| 第2話 | フィラデルフィア物語 A Philadelphia Story                        | 2018年10月2日  | 2019年10月2日 | クリス・コッホ             | Kay Oyegun                                              | 8.87                |
| 過去、ジャックの死の直後、ピアソン家は新しい家を探す。フットボールをあきらめ大学にも行けないケヴィンは常に酒におぼれる。ケイトは太り、バークリー音楽大学には志願していない。ランダルはそのことでレベッカを責めるが、レベッカはジャックの死で自分を責めていることを打ち明ける。ランダルはハワード大学に合格するが、家族のそばにいるために辞退する。ウィリアムは近所に越して来た女性とその娘のスカイと知り合う。 現在、ケヴィンの映画の試写会の日、ゾーイは仕事でシカゴにいるが、他のピアソン家が集まる。ランダルはデジャと行ったフィラデルフィアの娯楽センターでスカイに会い、修繕を求めて市会議員に会う。ケイトは体外受精のことをベスに秘密にしていたが、ばれて批判される。抗うつ剤を止めていたトビーはベスに怒って飛び出す。レベッカはケイトに体外受精のためのホルモン注射を行う。 |                                                                  |                |               |                            |                                                         |                     |
| 第3話 | 3人のケイト Katie Girls                                          | 2018年10月9日  | 2019年10月2日 | Rebecca Asher              | Julia Brownell                                          | 8.91                |
| 過去、高校のボーイフレンドのアランがレベッカを訪ねてキスをし、デートに誘いに来たジャックはそれを見て帰宅する。母を虐待する父に怒り、母と共に家を出る。レベッカは歌手のキャリアを試せるよう一緒にニューヨークに来るようアランに誘われるが、ジャックへの思いを捨てられず彼を訪ねる。 現在、ケイトがジャックの血を残したいと言ったことで養子であるランダルは傷つき二人は口論をする。だがケイトの卵子摘出手術の日、ランダルは西海岸に飛んで見舞う。麻酔をかけられたケイトは父とティーンエージャーの自分、高校生の自分を夢に見る。ベスは人員整理の対象となる。ケヴィンは父のベトナム戦争の体験を取材され、何も知らないことに気づく。街路灯の一向に修繕されない娯楽センター周辺でスカイが暴漢に襲われ、ランダルはフィラデルフィアの市会議員になろうと決意する。 |                                                                  |                |               |                            |                                                         |                     |
| 第4話 | ベトナム Vietnam                                                 | 2018年10月16日 | 2019年10月2日 | ケン・オリン               | ダン・フォーゲルマン & Tim O'Brien                      | 8.92                |
| ジャックと弟ニックのベトナム戦争までの日々が描かれる。ニックが生まれた10月18日、二人の父は酒飲みの父親とは疎遠な善き父親であり、ニックを守るようジャックに言う。7歳のニックは母に暴力をふるうようになった父に立ち向かい、ニックを守ったジャックは心臓疾患にかかる。ニックが21歳の時、徴兵の抽選で10月18日は五番目となる。ジャックはニックをカナダに脱走させようとするが、ニックは兵役を選ぶ。翌年、二人の母は夫の家庭内暴力に苦しみ、ニックは軍隊内で処罰を受け、戦争で死ぬことになるだろうと手紙に書いてよこす。ジャックは心臓疾患を隠して軍に志願する。翌年、ジャックがの部隊は待ち伏せされ、友人のドニーは片足を失う。部隊はニックの駐屯地のそばの村を守る軽任務を与えられる。ジャックは弟に会いに行く。 |                                                                  |                |               |                            |                                                         |                     |
| 第5話 | トビー Toby                                                      | 2018年10月23日 | 2019年10月2日 | クリス・コッホ             | K.J. Steinberg                                          | 8.53                |
| 1998年、ランダルはアリソンの父親が黒人に拒否感を示したため、プロムに出ない。ソフィーは酔ったケヴィンをプロムから連れ帰る。ジャックが死んだら家族の面倒を見ると約束していたミゲルはピアソン家のためにピアノを買い、冷蔵庫を修理する。レベッカは音楽で痛みを癒そうと誘うがケイトは拒否する。ジョジーに去られたトビーは鬱状態となり、母とセラピストに救われる。 現在、ケイトが妊娠し、抗鬱剤を止めていたトビーは泣き出す。ランダルの選挙キャンペーンはうまくいかない。ベスは仕事の面接で冷静さを失うが、ランダルには上手くいったと嘘をつく。ボルティモアでは、ジャックの戦友のロビンソンが、ジャックは自分の命を救った小隊の軍曹であったと告げる。ジャックのネックレスをつけたベトナム人の女性の写真を見せる。ゾーイはケヴィンと一緒にいて差別を受ける。 |                                                                  |                |               |                            |                                                         |                     |
| 第6話 | カムサハムニダ Kamsahamnida                                      | 2018年10月30日 | 2019年10月2日 | ジョン・フォーテンベリー   | Vera Herbert                                            | 8.88                |
| 過去、三つ子が子供だった頃、ジャックはボクシングで怪我をしたためにレベッカにボクシングを禁じられる。ランダルは父に近づくため、いじめられたと嘘をついてボクシングを学ぼうとする。レベッカはボクシングがジャックを救ったことを聞き、夫にボクシングを許可する。 現在、再就職できないベスは娘たちにあたる。よそ者であるランダルは、地元の支持を容易には得られない。ケヴィンは韓国でのシッターマンの人気を利用して韓国系市民への選挙キャンペーンを助ける。当初ランダルを批判した韓国系市民が選挙参謀になる。デジャに背中を押されたベスは夫に就職の苦労を打ち明け、選挙キャンペーンに加わる。トビーを抗鬱剤を再び服用し始めるが鬱からなかなか脱しない。ケヴィンは写真でジャックのネックレスをつけていた女性をジャックが愛していたと信じ、調査のためにゾーイに一緒にベトナムに行ってくれと頼む。 |                                                                  |                |               |                            |                                                         |                     |
| 第7話 | 隠しごと Sometimes                                               | 2018年11月13日 | 2019年10月2日 | ケン・オリン               | Bekah Brunstetter                                       | 8.47                |
| ベトナム戦争当時、ジャックはニックの上官に頼んで自分の指揮下に移してもらう。ジャックはバオという地雷作りに関わる男のバイクでキャンプに戻る。夜、ネックレスをつけるベトナム人の女を見る。 過去、付き合い始めたジャックとレベッカはロサンゼルスに車で行く。レベッカはレコード会社にデモテープを持ち込むが冷たくあしらわれる。ジャックはベトナム戦争で死なせた部下の両親を訪ねる。二人はピッツバーグに戻る。 現在、ケヴィンとゾーイはベトナムに着く。父親のネックレスだと思っていたのは量産品のお土産であることを知る。ゾーイは家族のことを語りたがらず、父親による性的虐待を告白する。 |                                                                  |                |               |                            |                                                         |                     |
| 第8話 | 6つの感謝祭 Six Thanksgivings                                    | 2018年11月20日 | 2019年10月2日 | キャサリン・ハードウィック | Kevin Falls                                             | 7.91                |
| ベトナム戦争当時、感謝祭の日、ジャックは鉄条網で足を怪我した子供を手当てするが、上官をベトコンに殺されたニックはベトナム人を憎み、衛生兵ながら拒否する。子供の母親はネックレスをジャックに贈る。 1997年、ピッツバーグでは、ピアソン家は離婚したばかりで子供から引き離されたミゲルを感謝祭のディナーに招く。フィラデルフィアでは、ウィリアムとジェシーがリハビリテーションの集まりで知り合う。 現在、感謝祭の日、キャンペーンでベスと選挙参謀は衝突する。ケイトとトビーはランダルの家に来てディナーの準備をし、ケイトは初潮を迎えたテスから、LGBTであることを打ち明けられる。レベッカとミゲルは疎遠だったミゲルの子供の家を訪ね、息子の敵意に曝される。 |                                                                  |                |               |                            |                                                         |                     |
| 第9話 | 始まりは終わりで始まり The Beginning Is the End Is the Beginning | 2018年11月27日 | 2019年10月2日 | ケン・オリン               | Shukree Hassan Tilghman                                 | 8.98                |
| ベトナム戦争当時、二日後に元の部隊に戻るニックはドラッグを用い、ジャックと殴り合いになる。ニックは姿を消し、ボートが爆発する。 現在、ケヴィンとゾーイはベトナムのジャックのいた村に来るが、何も見つからない。だが父の話に反してニックはベトナムで死んでいないと聞かされる。生きているニックの姿が見られる。ケイトは学位がないために高校のコーラス指導の仕事に就けないが、トビーの勧めで短大に通い始める。二人は生まれてくる子供が男の子だと知る。ランダルは討論会では成功するが、世論調査では勝ち目がない。テスは自分がLGBTであることを両親に告白し、デジャは母のショーナに会いに行きたいと言う。複雑な状況の中で、ベスは立候補をやめるようランダルに頼むが拒否され、二人の間に溝ができる。 未来、バレエ教師を務めるベスは、ランダル、テスと合流してランダルの母に会いに行く。 |                                                                  |                |               |                            |                                                         |                     |
| 第10話 | 7週間 The Last Seven Weeks                                       | 2019年1月15日  | 2019年11月6日 | ロクサン・ドースン         | Laura Kenar                                             | 7.74                |
| 投票までの7週間が描かれる。ランダルは選挙活動を続ける。投票が近づき、ランダルは家族を顧みなかったことを詫び、ベスの考えで家族全員が選挙区の教会に行く。ケイトは子供部屋を空けるために、トビーが子供にあげようとしていた大切なスターウォーズのフィギュアを売ってしまう。ケイトは代わりのフィギュアを手に入れ、トビーはケイトが火事で失ったスタジアムの模型をプレゼントする。ゾーイはケヴィンの部屋に越してくるが荷解きをしない。ケヴィンは、ゾーイが前のボーイフレンドにメールで別れを告げたと知って不安になり、二人は一度別れる。ゾーイが自分には空間が必要だと告白して二人はよりを戻し、ケヴィンの部屋に越して来て荷を解く。ゾーイはニックがジャックに書いた手紙を見つける。ランダルは選挙に勝つ。 |                                                                  |                |               |                            |                                                         |                     |
| 第11話 | ソングバード通り 前編 Songbird Road (Part 1)                     | 2019年1月22日  | 2019年11月6日 | Chris Koch                 | Kevin Falls & Tim O'Brien                               | 8.22                |
| ベトナム戦争当時、ニックはジャックが足を手当てした男の子をダイナマイト漁に連れ出す。だが手榴弾の事故で男の子を死なせてしまう。ジャックはベトナム人を憎むニックが意図的に殺したと思い、弟を元の部隊に戻す。 1992年、ニックからはがきを何度も受け取ったジャックは、ブラッドフォードのソングバード通りのトレーラーに住むニックに会いに行く。ニックはベトナムの写真を見せる。ニックは悲嘆にくれる男の子の母親の姿にとりつかれている。ジャックは戦争を忘れたいと望み、家族の写真を弟に見せてもう連絡するなという。帰宅したジャックは、弟と会ったことを打ち明けようとするが、レベッカは追及しないことにする。ジャックはケヴィンに、過ちは繰り返さず正せという。 現在、三つ子は車でボロボロのトレーラーに住むニックに会いに行く。ニックは身の上話を語った後、三つ子を追い払う。町を離れる途中、ケヴィンは父と同じようにニックを見捨てるべきではないと悟りトレーラーに戻るが、ニックは銃を持ち出し、男の子を殺したのは事故であったことをジャックに話さなかったことを悔やんでいる。 |                                                                  |                |               |                            |                                                         |                     |
| 第12話 | ソングバード通り 後編 Songbird Road (Part 2)                     | 2019年2月12日  | 2019年11月6日 | ケン・オリン               | Julia Brownell                                          | 7.40                |
| 1992年、ニックに会ってきたジャックは落ち込み、代わりにレベッカがケヴィンを野球選手のサイン会に連れて行き、ケヴィンの人に対する思いやりを知る。ジャックは家を汚したケイトとランダルに癇癪を起すが謝り、スパンコールを投げ合って遊ぶ。 現在、三つ子はニックをホテルに連れてくる。翌朝、レベッカもホテルに来る。ケイトがロサンゼルスに戻る前、ランダルとともに火事で焼けた元の家を見に行く。ケイトはジャックの癇癪を覚えておらず、楽しいスパンコール遊びのことしか覚えていない。ランダルはそれがよい親の徴だと言う。ケヴィンとレベッカはニックを帰還兵センターに連れて行くが、ニックは嫌がる。レベッカとニックがジャックのことを語りあい。ケヴィンは叔父のトレーラーを片付ける。ニックは帰還兵センターのプログラムを試してみると約束する。ランダルとケイトはそれぞれ家に帰る。ケヴィンはトレーラーで酒を口にしてしまっている。 |                                                                  |                |               |                            |                                                         |                     |
| 第13話 | 小さなバレリーナ Our Little Island Girl                          | 2019年2月19日  | 2019年11月6日 | アン・フレッチャー         | Eboni Freeman                                           | 7.55                |
| 過去、ゾーイと同居するベスは有名なバレエ学校に入学を許され、両親は授業料を払うために労働時間を増やす。4年後、父親が肺癌で死ぬ。ベスは公演でソリストの座を新入りの同じ黒人の少女に奪われる。母親のキャロルはベスにバレエをあきらめさせ、大学に行かせる。ベスはカーネギーメロン大学の新入生のオリエンネーションでランダルに会う。 現在、高校の校長をするキャロルが腰を痛め、まだ仕事の決まらないベスはゾーイと見舞いに向かう。厳格なあまり他の子供達の寄り付かないキャロルに対し、二人は引退を勧めるが拒まれる。ベスは隠していた失職のことを母に話す。ベスは自分のために良い人生を選択してくれたことを母に感謝し、母はバレエ学校を辞めさせたことを詫びる。翌日、キャロルは仕事に戻る。ベスはバレエ教室に行き、教師になりたいと言う。 |                                                                  |                |               |                            |                                                         |                     |
| 第14話 | 卒業 The Graduates                                               | 2019年3月5日   | 2019年11月6日 | Sarah Boyd                 | K.J. Steinberg & Danielle Bauman                        | 7.82                |
| 1998年、三つ子は高校の卒業式を迎える。ケイトは進路も決まらずに卒業式をさぼり、ケヴィンはソフィーとニューヨークに行って俳優を目指そうとし、大学の決まったランダルは卒業生総代に選ばれる。レベッカはジャックがいないことに悲嘆する。卒業式後のパーティーで、三つ子はお互いの人生に関わっていこうと話す。 現在、留年していたデジャは教師に文章の才を認められ、来年度は飛び級して高校に行くよう勧められるが、デジャは変化を望まずに嫌がる。ベスはバレエ教師を始めようとするが、ランダルは子供たちと夜を過ごしてくれるよう翻意を促す。トビーはケイトのために大学の卒業式を企画し、レベッカやケヴィンも呼ぶ。ケヴィンはニックに会った後、密かに酒を飲み始め、これに気づいたケイトは禁酒会に連れて行く途中、7か月で破水して病院に担ぎ込まれる。 |                                                                  |                |               |                            |                                                         |                     |
| 第15話 | 待合室 The Waiting Room                                          | 2019年2月6日   | 2019年11月6日 | ケヴィン・フックス         | Bekah Brunstetter                                       | 7.74                |
| ピアソン家の全員がロサンゼルスの産院の待合室に集まり、長時間待つ間に緊張が高まる。酒の影響から抜ききれないケヴィンは苛立ち、マディソンに無礼な言葉を投げる。ランダルとベスは娘たちの世話をレベッカとミゲルに頼もうとするが、二人がカリフォルニアに引っ越そうとしていることを聞いて驚く。ゾーイはケヴィンのアルコール中毒治療を支えるとベスに言う。トビーが待合室に来て、帝王切開により未熟児の男の子が生まれ、ケイトも無事だと告げる。ケイトは息子をジャックと名付け、父親に祈る。 |                                                                  |                |               |                            |                                                         |                     |
| 第16話 | 私の太陽 Don't Take My Sunshine Away                             | 2019年3月19日  | 2019年11月6日 | George Tillman Jr.         | Vera Herbert                                            | 7.64                |
| 1992年、三つ子は学校のダンスパーティーに出る。ランダルは勉強したがるが、両親はケイトの友達のジェシカをエスコートする約束を守らせる。ケヴィンはソフィーを誘って校長にいたずらをしかける。レベッカは、ダンスをしたことのないジャックと踊る。 現在、トビーは治療を受ける息子のジャックの弱弱しい姿を直視できず、ケイトに励まされる。ケヴィンとゾーイはセラピーを受ける。ケヴィンは子供を欲しがるが、ゾーイはにはそのつもりはない。ケヴィンはソフィーを訪ね、ゾーイとのことを相談する。ケヴィンは子供を得られなくともゾーイとの人生を選ぶ。ニュージャージーからフィラデルフィアに通うランダルと、バレエ教師を始めたベスは多忙となる。ベスが市議会議長との会食に遅れた時、ランダルは侮辱的なメッセージを留守番電話に残してしまう。その後ベスが遅れて会食に現れる。 |                                                                  |                |               |                            |                                                         |                     |
| 第17話 | R & B                                                            | 2019年3月26日  | 2019年11月6日 | ケヴィン・フックス         | Kay Oyegun                                              | 7.63                |
| 1998年、ランダルはベスを高級レストランでのデートに誘うが、差別に曝される。7年間付き合った後、ランダルは何度もプロポーズするが、ベスは自分の人生を確立したいと断り続ける。レベッカからランダルの不安症を聞いたベスはプロポーズを受け入れ、対等なパートナーでいようと約束しあう。結婚式の日、二人は結婚の誓いを共同で書く。テスが生まれた直後、ベスは自分の人生が常に犠牲になると恐れる。ウィリアムとケヴィンが同居していた時、ベスは出張をでっちあげて一人だけの時間を過ごそうとするが、ランダルに嘘がバレる。 現在、ベスはランダルのために常に自分の人生が犠牲になると不満を漏らす。ランダルは両親の似たような喧嘩を思い出す。ベスはランダルの精神の健康のために自分が犠牲になったとののしる。傷ついたランダルはフィラデルフィアの事務所に行って寝る。ベスは寝室の床で寝る。 |                                                                  |                |               |                            |                                                         |                     |
| 第18話 | 家族の中心 Her                                                   | 2019年3月13日  | 2019年11月6日 | ケン・オリン               | Isaac Aptaker & Elizabeth Berger                        | 8.22                |
| 過去、三つ子が子供の頃にレベッカが交通事故を起こして入院し、ジャックは心配する子供たちを夜の病院に連れて行く。 現在、レベッカとミゲルはカリフォルニアで家を探す。ケイトは未熟児のジャックの世話に口を出すレベッカをうっとおしく思うが、後に謝罪する。ケヴィンが子供を望むことを知り、ゾーイは別れる。ランダルとベスは互いに譲らずに溝が広がる。デジャは素晴らしい家族を持った幸運を手放さないようランダルを説得する。ランダルは議員を辞職するつもりだとベスに話すが、ベスは家族全員でフィラデルフィアに引っ越して自分自身のダンス・スタジオを持つと話す。 未来、ランダル、ベス、テス、ジャック、トビー、ケヴィンの息子、そしてニックがケヴィンの家に来て病気のレベッカを見舞う。 |                                                                  |                |               |                            |                                                         |                     |

### シーズン4 (2019年 – 2020年）
| 話数 | タイトル 原題                                     | 放送日         | 放送日        | 演出                       | 脚本                             | 視聴者数 （百万人） |
| --- | ------------------------------------------------- | -------------- | ------------- | -------------------------- | -------------------------------- | ------------------- |
| 第1話 | 39歳の誕生日 Strangers                            | 2019年9月24日  | 2021年1月13日 | ケン・オリン               | ダン・フォーゲルマン             | 7.88                |
| 過去、ロサンゼルスのレコード会社訪問から帰った直後、レベッカはジャックを富裕な家族との食事に招く。洋服店店員をしていたミゲルは貧乏なジャックにスポーツジャケットを無料で貸す。レベッカの父はジャックに、ジャックは娘にふさわしくないと語る。 現在、海兵隊員のキャシディ・シャープはPTSDを抱えて戦場から帰って酒浸りとなり、息子を殴って夫に追い出される。キャシディの出席した復員軍人のミーティングの部屋の窓に、酔ったニックが椅子を投げて逮捕され、甥のケヴィンに保釈金を求める。高校生でシングル・ファーザーのマリクは父の自動車修理工場で働き、娘のために違法行為で稼ごうとし、父に諭される。バーベキューでデジャに会う。トビーとケイトの息子ジャックは、生後三か月にして１盲目であると診断される。 未来、若い盲目のジャック・デーモンはウェイトレスのルーシーに出会って交際し、ルーシーは妊娠する。ルーシーに支えられ、ジャックはアリーナで歌う。 |                                                   |                |               |                            |                                  |                     |
| 第2話 | 思春期 The Pool: Part Two                         | 2019年10月1日  | 2021年1月13日 | クリス・コッホ             | Isaac Aptaker & Elizabeth Berger | 7.44                |
| 過去、夏休み最後の日、ジャックとレベッカは明日から中学生になる三つ子を思い出のプールに連れていくが、思春期を迎えた子供たちは親を疎んじ始める。ランダルと喧嘩をしたケヴィンは自分が良い人間かジャックに問う。ケイトは人気者の女の子たちにからかわれるが切り抜ける。 現在、ランダル一家はフィラデルフィアに引っ越している。夏休み最後の日、思春期を迎えたテスは思い切った髪型にし、デジャはバスで学校に通う練習をする。コンサルタントがケイト、トビー、ケヴィン、マディソン、そしてロサンゼルスに引っ越したミゲルとレベッカに盲目のジャックの育て方を教える。ケイトはストレスで過食し、トビーは密かにジムに通って減量する。ケヴィンはケイトを置いてシカゴに映画の撮影に行くべきか迷い、結局はペンシルバニアに行きニックに会う。 |                                                   |                |               |                            |                                  |                     |
| 第3話 | 新学期 Unhinged                                   | 2019年10月8日  | 2021年1月13日 | アン・フレッチャー         | Vera Herbert                     | 7.25                |
| 過去、中学の新学期が始まり、ランダルは服装コードで注意を受けてパニックに襲われるが、ケヴィンが母親の代わりに署名して助ける。ジャックは仕事で大きなミスを犯し解雇されるが、ミゲルが自分の首をかけて取り消させる。ジャックは今後何があってもミゲルをサポートすると誓う。 現在、ニックは復員軍人サポートの担当が転任すると聞いて動揺し、ミーティング中の部屋の窓に椅子を投げつける。刑務所入りを逃れるためにセラピーの継続が必要となる。ケヴィンとニックは、禁酒会のミーティングでキャシディに会う。ケイトはトビーがダイエットしていることを知って驚く。ケイトは隣人で脳卒中のリハビリ中のグレゴリーと知り合い、一緒に散歩を始める。ランダルはドアを取り払って選挙民に対しオープンな姿勢をとるが、経験の豊富なスタッフに反発される。ランダルはスタッフを解雇し、新参者としての視点を守る。マリクは娘がいることをデジャに話す。テスは学校でカミングアウトすることの不安をデジャに語る。 |                                                   |                |               |                            |                                  |                     |
| 第4話 | 心の二択 Flip a Coin                              | 2019年10月15日 | 2021年1月13日 | クリス・コッホ             | Julia Brownell                   | 6.72                |
| 過去、三つ子の高卒後、ランダルとベスが初めてのデートをした後、レベッカとベスの母キャロルはそれぞれ大学を訪問して出会い、お互いが未亡人になったばかりであることを知る。キャロルはランダルが弱すぎると感じる。レコードショップの店員マークがケイトを雇おうとする。レベッカは家を買おうと決める。ケヴィンがソフィ―と結婚したと知らせてくる。 現在、ケイトとトビーはジャックを幼児の音楽教室に連れていくが、ジャックはおびえて泣き出す。二人はビーチに行きジャックを新しい音に慣れさせる。ベスのダンス・スタジオのオープニングの日、建物にはポッサムの死骸の臭いが充満している。キャロルは延期を勧めるが、ランダルは急遽オープニングを屋外に移す。キャロルはランダルがこれほど強い男になるとは予想しなかったと語る。ランダルとベスは、デジャの付き合うマリクに娘がいることを知る。シッターマンが打ち切りとなり、ケヴィンはオーディションのことを思い出す。禁酒会のミーティングが遅れ、ケヴィンとニックとキャシディはトレーラーを物色して時間を潰す。ニックはケヴィンが新しいトレーラーを買ってくれるという申し出を断るが、ケヴィンが自分のために買ってニックの隣に越してくる。                                                                 |                                                   |                |               |                            |                                  |                     |
| 第5話 | ディナーの準備 Storybook Love                     | 2019年10月22日 | 2021年1月13日 | マイロ・ヴィンティミリア   | Casey Johnson & David Windsor    | 7.06                |
| 過去、三つ子の高卒後、ケヴィンとソフィーの結婚を祝うため、ピアソン家とベスとミゲルが新居に集まる。マークが現れてケイトのボーイフレンドだと自己紹介するが、ランダルとケヴィンは気に入らない。レベッカは料理を失敗し、昔ジャックと一緒に新居での初めての料理を失敗したことを思い出す。ミゲルに慰められてピザを注文し、ピアノを弾き語りして皆でポラロイド写真を撮りあう。 現在、新学期を迎えたばかりのテスは学校でパニック症の発作を起こし、自分と同じ症状にランダルも心配する。ベスはウィリアムにも同じ症状があったと話し、二人を安心させる。アイスホッケーの試合でキャシディを含む復員軍人の表彰があり、ケヴィンとニックも出かける。キャシディの夫ライアンは軍が妻を壊したと言い、途中で帰る。ニックも群衆に動揺して帰るが、酒に手は出さない。ニックとケヴィンはピアソン家の伝統に従ってアイスクリームを食べる。ランダルとケヴィンは、ベビーギフトとしてピアソン家にあった古いピアノをケイトに贈る。ケイトとレベッカはピアノとともに送られた昔の写真の中のマークを見て、何かを思い出す。 |                                                   |                |               |                            |                                  |                     |
| 第6話 | 3つのラウンド The Club                            | 2019年10月29日 | 2021年1月13日 | Jessica Yu                 | Kevin Falls                      | 6.78                |
| 過去、結婚前のジャックはレベッカの父デイヴに誘われてゴルフをするが、ブルーカラーのジャックは居心地の悪い思いをする。 過去、中学に入ったランダルは黒人教師ローレンスに憧れる。ジャックは、タイガー・ウッズに興味を示したランダルをゴルフに連れて行き、ゴルフは人間関係に役立つと教える。ジャックはローレンス夫妻を食事に招く。 現在、ランダルは他の黒人市会議員たちとゴルフに行って関係を構築する。トビーは勃起不全を経験する。ケヴィンはスポーツクラブでキャシディに会う。夫ライアンと喧嘩をしたキャシディを慰め、二人はセックスをする。 |                                                   |                |               |                            |                                  |                     |
| 第7話 | 気まずいディナー The Dinner and the Date          | 2019年11月5日  | 2021年1月13日 | ケン・オリン               | Kay Oyegun                       | 6.72                |
| 過去、ジャックはランダルの中学教師のローレンスをディナーに招く。ジャックとローレンスの会話はぎこちないものとなる。レベッカは、ランダルのあこがれる大人像としてローレンスをライバル視しないようジャックを諭す。 現在、マリクはデジャを誘って学校をサボり、フィラデルフィアを案内する。これを知ったランダルとベスはデジャを外出禁止にするが、マリクの一家をディナーに招いてお互いを知ろうとする。親同士はぎこちない会話をする。ランダルとベスはいずれかの親の監督の下、マリクと逢う許可を与える。 |                                                   |                |               |                            |                                  |                     |
| 第8話 | 母と子の時間 Sorry                                | 2019年11月12日 | 2021年1月13日 | Rebecca Asher              | Elan Mastai                      | 7.10                |
| 過去、ランダルは大学から毎週末実家に帰り、男手のないピアソン家を手伝う。レベッカの就職面接に同行し、雇用主に嘆願して母の就職を手助けする。 現在、感謝祭の前日にレベッカはフィラデルフィアを訪ねるが、痴呆の兆候を現しそれを心配したランダルに反発する。マリクはデジャが実の母ショーナに会いたがってるとベスに打ち明け、ベスはショーナを感謝祭に招く。ニックはケヴィンがキャシディの人生を狂わせていると叱責し、ケヴィンはジャックに叱られたかのように感じる。ケヴィンは荒れてバーで喧嘩をするが禁酒は守る。ケヴィンとキャシディが傍聴した聴聞会で、ニックはケヴィンのおかげで断酒できたと感謝し、裁判官は不処分を認める。キャシディは離婚届に署名していたが、ケヴィンの勧めで夫と息子に会い、離婚届は渡さないままとなる。 |                                                   |                |               |                            |                                  |                     |
| 第9話 | 感謝祭のエピ So Long, Marianne                    | 2019年11月19日 | 2021年1月13日 | ケン・オリン               | K.J. Steinberg                   | 7.30                |
| 過去、1969年の感謝祭の日、ジャックとニックは口論の絶えない両親から離れ、二人だけで感謝祭のディナーを楽しみ5ポンドの海老を食べる。ニックはレナード・コーエンの曲『So Long, Marianne』を聞く。二人は今後も感謝祭をこのように過ごそうと約束するが、翌週ニックは徴兵される。 現在、2019年の感謝祭の日、ピアソン家の全員とデジャの母ショーナとニックがランダルの家に集まる。デジャを手放した後のショーナの人生はうまくいっているように見え、デジャは動揺してベスに慰められる。ケヴィンはカミングアウトに怖気づくテスの背中を押す。ランダルが『So Long, Marianne』をかけてニックは涙を流す。ニックは5ポンドの海老を買って来てピアソン家の新しい伝統にしてほしいという。ニックはケヴィンに感謝するも、もうロサンゼルスに戻るよう促す。ランダルとの口論で動揺したレベッカは映画に出かけ、何の映画を見ようとしたかを忘れてしまう。ランダルの家に戻り、医者の診察を受けると約束する。 未来、2020年にレベッカは外に出て迷ってしまい、警官の助けでケヴィンとケイトの待つ家に来る。ケヴィンには身重の婚約者がおり、ランダルとは口を利かない関係となっている。 さらに未来、盲目のミュージシャンが身重の妻ルーシーとともに感謝祭で5ポンドの海老を食べる。 |                                                   |                |               |                            |                                  |                     |
| 第10話 | 光と影 Light and Shadows                          | 2020年1月14日  | 2021年1月13日 | Yasu Tanida                | Eboni Freeman                    | 6.71                |
| 過去、デイヴに言われたことを気にしたジャックはレベッカと別れる。母からそのことを聞いたレベッカはジャックの職場に行き、愛を告白する。 現在、ケイトはトビーのジム仲間を集めてサプライズパーティーを開き、トビーがジムを変えたと知る。トビーはジム仲間の女性にキスされそうになったからだと弁解し、ジャックの視覚障害を知って家族から距離を置きたかったと認める。ジャックが光に反応する。ケヴィンは婚活を始め、リジーという女性に出会うが、リジーは既婚でありセレブであるケヴィンに惹かれただけだと告白する。ランダルはロサンゼルスに飛び、レベッカに診察を受けさせる。レベッカは軽度認知障害であると診断される。家に帰ったランダルは侵入者の姿を見る。 |                                                   |                |               |                            |                                  |                     |
| 第11話 | 大変な1週間：パート1 A Hell of a Week: Part One   | 2020年1月21日  | 2021年1月13日 | ケヴィン・フックス         | Jon Dorsey                       | 7.88                |
| 過去、幼児のころからランダルはしばしば悪夢を見てジャックになだめられる。大学時代、ランダルは悪夢を見て、ベスに互助会に出ると約束するが、ケイトに関する緊急事態が起こって取りやめる。 現在、ランダルは侵入者に金を渡して立ち去らせる。家にセキュリティシステムを取り付け、異常にこだわりを見せるようになり、悪夢が戻ってくる。タウンミーティングでは、住宅条例に関して住民の厳しい質問を浴びる。心配したマリクの父ダーネルは、セラピーを受けるよう勧める。ランダルは強盗から女性を救い、ヒーロー扱いされるが、不安障害の発作を起こしてケヴィンに電話で助けを求める。ケヴィンは、女性といるベッドの中で電話を受ける。 |                                                   |                |               |                            |                                  |                     |
| 第12話 | 大変な1週間：パート2 A Hell of a Week: Part Two   | 2020年1月28日  | 2021年1月13日 | ケヴィン・フックス         | Danielle Bauman                  | 6.42                |
| 過去、羊の飾りを懐かしがる幼児のケヴィンに、ジャックは愛するものを無くした後は別の何かが見つかるものだと語る。ティーンエイジャーのケヴィンはソフィーの母クレアに会う。家の火事の夜、ケヴィンとソフィーは『グッド・ウィル・ハンティング』を見に行くが、映写機の故障でエンディングを見られない。結婚後、ケヴィンはクレアの母の結婚指輪をソフィーにもらえないか頼むが、まだ早いと断られる。レベッカの誕生日の日、マークと出かけたケイトが山小屋から困った様子で電話をレベッカにかけてくる。 現在、ケヴィンはピッツバーグに出かけてクレアの葬式に出る。ケヴィンは婚約しているソフィーを慰め、車の中で『グッド・ウィル・ハンティング』のエンディングを見る。ケヴィンはロサンゼルスに帰ってケイトとトビーの家に行くが、二人は出かけている。犬の世話のために留守番をしていた、最近ボーイフレンドに捨てられたマディソンと寝る。パニック症になったランダルから電話があり、ケヴィンはケイトも含めて山小屋に行こうと誘う。ケイトは電話で、結婚生活が崩壊しそうだと話す。 |                                                   |                |               |                            |                                  |                     |
| 第13話 | 大変な1週間：パート3 A Hell of a Week: Part Three | 2020年2月11日  | 2021年1月13日 | ジャスティン・ハートリー   | Laura Kenar                      | 6.40                |
| 過去、幼児のケイトはジャックにお話をせがむ。三つ子の高卒後、ケイトはマークのむら気に苦労し、母や兄弟たちがマークを嫌っていると感じる。レベッカの誕生日のディナーを拒否し、マークと一緒に山小屋に向かう。マークはレコード店を辞め、ケイトが辞めないと聞いた途端に車を飛ばし、ケイトを置き去りにする。ケイトは母に電話をするが、マークが戻ってきて謝罪したために何も問題はないとごまかす。レベッカは異常に気付いて息子たちと山小屋に向かう。 現在、ケイトは盲目の子供と親のためのリゾートを予約する。息子の盲目に向き合えないトビーが躊躇したため、レベッカが代わりに参加する。二人はプールやカラオケを共にし、レベッカは病気のことを打ち明ける。ケイトはトビーに父親の役割を果たせるか問いただす。ケイトが兄弟たちから山小屋に誘われ、トビーはジャックの世話をすると言う。 |                                                   |                |               |                            |                                  |                     |
| 第14話 | タイムカプセル The Cabin                          | 2020年2月18日  | 2021年1月13日 | キャサリン・ハードウィック | Isaac Aptaker & Elizabeth Berger | 6.46                |
| 過去、1993年、山小屋を買ったばかりのジャックは中学生の三つ子にタイムカプセルに入れるものを選ばせる。ランダルは何を入れるべきか決められずパニックになり、ケヴィンは家族写真のジグソーパズルの1ピースを渡す。ジャックはいずれ建てたいと願う大きな家のスケッチを描く。三つ子の高卒後、ケイトは山小屋でマークに苛まれ、吹雪の中で家から締め出される。吹雪のためにレベッカと兄たちは翌朝山小屋に着き、ケイトが窓ガラスを割って家の中に戻ったことを知る。レベッカはマークを追い出し、ケイトとは二度と逢わないよう命じる。 現在、三つ子は山小屋に集まる。ケイトはケヴィンがマディソンと寝たことを知り、ケヴィンはレベッカの病気のことを知ってショックを受ける。三つ子はタイムカプセルを開け、ジャックのスケッチと家族へのメッセージを録音したカセットテープを見つける。ケヴィンはベスの勧めに従いランダルはセラピストにかかるべきだと言う。ロサンゼルスでは、トビーがジャックと二人きりの時間を過ごす。 未来、年齢を重ねたケヴィンはジャックのスケッチ通りの家を、山小屋を見下ろす場所に建てている。ランダルとは口をきかない関係になっている。 |                                                   |                |               |                            |                                  |                     |
| 第15話 | 僕たちの家 Clouds                                 | 2020年2月25日  | 2021年1月13日 | Sarah Boyd                 | Kevin Falls & Jonny Gomez        | 6.98                |
| 過去、三つ子たちは初めての中学の通知表を持ち帰る。ジャックはオールAをとれなかったランダルとボーイフレンドに捨てられたケイトを慰める。レベッカは非主要科目でAを取ったケヴィンにベースボールカードを買って与える。 現在、ケヴィンはレベッカを、かつて両親が見つけられなかったジョニ・ミッチェルの家に連れて行く。MRIの結果、レベッカがアルツハイマー病と診断される。ランダムはベスの後押しでセラピーを受ける。 トビーはレベッカとジャックのためにガレージに音楽スタジオを作る。ジャックは成長するにつれ、スタジオで曲を作るようになる。 |                                                   |                |               |                            |                                  |                     |
| 第16話 | 3つのニューヨーク New York, New York, New York    | 2020年3月0日   | 2021年1月13日 | ケン・オリン               | Julia Brownell                   | 5.62                |
| 過去、中学生のランダルのディベート大会に向かう途中、ピアソン家はレベッカが子供時代の思い出を持つニューヨークで一日を過ごす。ジャックは道に迷い、レベッカの父デイヴに劣等感を持つ。レベッカは思い出のメトロポリタン美術館の閉館に間に合わず、ジャックは一家をハンサムキャブに乗せる。ケイトがマークと別れた直後、レベッカとランダルとベスはニューヨークでケヴィンの演劇学校の発表会に行く。レベッカはケヴィンの教師のカービーとメトロポリタン美術館に向かうが、ハンサムキャブを揶揄されて一人で帰る。 現在、レベッカはニューヨークに行き、ケヴィンの映画の試写会のレッドカーペットを歩く。ランダルはレベッカのために、セントルイスで行われる、九か月を要する新しい治療法の臨床試験を見つけて、母に話すべきかどうかケヴィンと言い争う。二人はレベッカがメトロポリタン美術館で子供時代に見た絵の前にいるところを見つける。家族と時間を過ごしたいレベッカは臨床試験を断り、ランダルはケヴィンを責める。父親を救えなかったことを悔やんできたと語る。 |                                                   |                |               |                            |                                  |                     |
| 第17話 | もしも・・・ After the Fire                       | 2020年3月17日  | 2021年1月13日 | ロクサン・ドースン         | Vera Herbert & Kay Oyegun        | 7.07                |
| ランダルはケヴィンとの会話以後、ジャックを救えたらどうなっていたかを考え続ける。セラピーを受け、火事の夜にジャックに懇願して燃える家に入らせなかったらどうなっていたかを想像する。その中で、死に直面したレベッカはウィリアムのことをジャックとランダルに打ち明ける。ランダルは実父のそばにいるためにカーネギー・メロン大学に行き、ベスと結婚する。ウィリアムの癌もレベッカの記憶障害も早期に発見されて治癒する。セラピストは、同じ妻と子供たちを持ちながらすべての問題が解決していることに疑問を持ち、次は最悪の可能性を想像するよう勧める。その中で、ウィリアムはランダルと逢うことを拒否し、ランダルはハワード大学に行って教授になる。ウィリアムとも、両親や兄妹とも疎遠になり、結婚せず様々な女性とデートし、レベッカとは病気になって初めて和解する。セラピストは、どちらの極端なシナリオもレベッカの嘘に影響されていることに気づき、ランダルがいまだに母の嘘を乗り越えていないと示唆する。ランダルはレベッカに電話し、3人の親を失った苦しみを打ち明け、セントルイスで臨床試験を受けてくれるよう請う。レベッカは承諾する。 |                                                   |                |               |                            |                                  |                     |
| 第18話 | 1歳の誕生日 Strangers: Part Two                   | 2020年3月24日  | 2021年1月13日 | ケン・オリン               | ダン・フォーゲルマン             | 7.96                |
| 過去、三つ子の1歳の誕生日にレベッカは死産したカイルのことを考え、夫婦でカタウスキー医師に会いに行って話を聞く。 現在、ピアソン家はジャックの1歳の誕生日に集まる。レベッカはセントルイスで9か月の臨床試験を受けることを発表し、ケヴィンはランダルが説得したと気づいて言い争う。マディソンが現れてケヴィンの子である双子を身ごもったと話す。ケヴィンは父親として責任を取ると誓う。ランダルに酷い言葉をぶつける。肥満のため次の出産が危険となるケイトとはトビーと1年前に出産した病院を訪れ、養子を迎えようと決める。 未来、年齢を重ねたケヴィンは病気のレベッカを見舞うランダルとニックに会い、息子と娘をハグする。さらに未来、ジャックとルーシーの間に娘ホープが生まれる。ジャックの妹ヘイリーが姪の顔を見に来る。 |                                                   |                |               |                            |                                  |                     |

1. ↑  シーズン3第7話
2. ↑  シーズン1第4話

### シーズン5 (2020年 – 2021年）
| 話数 | タイトル 原題                                 | 放送日         | 放送日         | 演出                     | 脚本                                              | 視聴者数 （百万人） |
| --- | --------------------------------------------- | -------------- | -------------- | ------------------------ | ------------------------------------------------- | ------------------- |
| 第1話 | 40歳の誕生日 (パート1) Forty                  | 2020年10月27日 | 2021年10月27日 | ケン・オリン             | ダン・フォーゲルマン &Kay Oyegun & Jake Schnesel  | 7.30                |
| 1980年、恋人ローレルが麻薬の過剰使用で突然死し、絶望したウィリアムはランダルを消防署の前に捨てる。保護されたランダルを追ってレベッカが出産に臨む病院に行く。 現在、Covid-19の流行が始まり、レベッカの治療は延期され、ミゲルと共に山小屋で隔離生活を送る。ケヴィンはマディソンの妊娠を家族に告げる。三つ子の40歳の誕生日、ケイトと家族、そしてケヴィンとマディソンは山小屋に来るが、ケヴィンと喧嘩中のランダルは行かない。マディソンは異常を感じて病院に行き、双子の無事を知らされる。認知症を発症したレベッカが街で行方不明となり、ケイトはランダルに電話をする。 |                                               |                |                |                          |                                                   |                     |
| 第2話 | 40歳の誕生日 (パート2) Forty                  | 2020年10月27日 | 2021年10月27日 | ケン・オリン             | ダン・フォーゲルマン & Kay Oyegun & Jake Schnesel | 7.30                |
| 過去、ウィリアムは病院のチャペルで祈り、出産後の痛みを和らげるために麻薬をローレルに与えたことを悔やむ。レベッカの安産を祈るジャックとすれ違う。ウィリアムが家に帰らずさまよう間、ローレルは蘇生する。 現在、警察がレベッカを保護して山小屋に送り届ける。ランダルも山小屋に着き、母の摂取した抗アレルギー薬がアルツヘイマーの薬に影響したことを発見する。すぐに帰ろうとするランダルにケイトは「ブラック・ライヴズ・マター」のことを話しかけるが、ランダルは取り合わない。双子が男の子と女の子であることを知ったケヴィンはランダルにアドバイスを求める。黒人差別問題に傷つき疲れたランダルは、心理カウンセラーを白人女性から黒人に変えようとする。トビーは物事を急がないようミゲルに助言する。レベッカにリンゴの木の苗を頼まれていたミゲルはかわりに種を入手し、時間をかけて育てようと語りかける。養子斡旋組織からトビーに連絡が入る。 |                                               |                |                |                          |                                                   |                     |
| 第3話 | 訪れた変化 Changes                            | 2020年11月10日 | 2021年10月27日 | アン・フレッチャー       | Kevin Falls                                       | 6.85                |
| 過去、8年生となった三つ子は思春期を迎える。ケイトは失恋し、白人のクラスメートの子はランダルの黒い肌に惹かれて接近する。ジャックはケヴィンに筋力トレーニングを教え、自分も父親から教わったことを思い出す。 現在、マディソンとケヴィンはそれぞれの摂食障害と体型への過度の執着を告白しあう。ケイトとトビーは妊娠中の子を養子に出そうとするエリーと面談する。テスが教師を揶揄する動画をアップロードし、ランダルは共感を覚えながらも、ベスと一致してテスに罰を与える。新しいカウンセラーのヴァンスに子供のころの出来事を書き出すよう言われたランダルは、8年生のころを思い起こす。若き日のローレルを知っていたベトナム人の男が、孫娘に釣りを教える。 |                                               |                |                |                          |                                                   |                     |
| 第4話 | 正直なところ Honestly                         | 2020年11月17日 | 2021年10月27日 | ケン・オリン             | Elan Mastai                                       | 6.57                |
| 過去、レベッカは幼児のケヴィンの夜泣きを放置できないが、ジャックがレベッカを阻止してようやく夜泣きがおさまる。8年生のケヴィンは、フットボールのコーチにプレーを覚えてこないことで叱られてチームを辞めたいと言い、レベッカは息子の望むとおりにしようとするが、ジャックはレベッカが甘やかしたせいだと言い、続けさせる。両親の会話を立ち聞きしたケヴィンはランダルの助けでプレーを暗記する。 現在、ケヴィンは新しい映画の台本読み合わせで監督にNGを出され続け困惑する。ケイトはエリーの超音波診断に付き合い、一度は中絶を考えたと聞かされて、かつて自分が家族にも内緒でマークの子を中絶をしたことをトビーに告白する。マリクはランダルの事務所のインターンとなり、大失敗をしてランダルが面目を失うビデオを配信してしまう。高校生で父親を務めるマリクの大変さを知ったランダルは、マリクにインターンを続けさせる。ランダルのビデオを見たベトナム人の男が、父ウィリアム・ヒルの名前を気に留める。 |                                               |                |                |                          |                                                   |                     |
| 第5話 | 家族への旅 A Long Road Home                   | 2021年1月5日   | 2021年10月27日 | アン・フレッチャー       | K.J. Steinberg                                    | 5.20                |
| 過去、ジャックの死の直後、18歳のケイトは家族にも黙って中絶する。ケヴィンはTV出演のためにロサンゼルスに行く。 現在、ケイトはサンディエゴにいるマークに会いに行き、昔の自分を酷く扱ったと非難する。ベトナム人のハイがランダルの事務所に連絡をよこし、ローレルは2015年まで生きていたと伝える。ランダルはハイと電話で話し、母の死について父は嘘をついていなかったと聞かされる。ニューオーリンズに行き、ハイに会うことにする。ケヴィンの映画はバンクーバーで撮影されることになり、ケヴィンは身重のマディソンを置いて数週間の旅に出る。 |                                               |                |                |                          |                                                   |                     |
| 第6話 | 母の痛み Birth Mother                         | 2021年1月12日  | 2021年10月27日 | Kay Oyegun               | Eboni Freeman & Kay Oyegun                        | 5.45                |
| 過去、富裕な銀行家デュボア家に生まれたローレルは、厳格な父のもとで育つ。父とは疎遠な叔母のメイと親しくする。ベトナム難民のハイと出会い恋人になる。父に部下との結婚を迫られて、ハイに駆け落ちをもちかけるも、ハイは両親を捨てられない。ローレルは長距離バスで単身フィラデルフィアに逃げ、ウィリアムと知り合ってランダルを生む。麻薬の過剰使用による死から蘇生したのち、麻薬所持で逮捕される。電話を持っていないウィリアムには連絡がつかず、カリフォルニアの刑務所で5年の刑期を務める。出所後、母の資格がないと感じて故郷に帰り、叔母の家に住む。すでに結婚して子もいるハイと交際することはない。年月が過ぎ、末期の腫瘍を抱えたローレルは、妻を亡くしたハイと再び友人となり、看取られて2015年に死ぬ。 ランダルはベスとニューオーリンズに行ってハイから話を聞き、なぜ母ローレルが自分を探さなかったのかを理解する。ハイはローレルが叔母から相続した家の鍵をランダルに渡す。ランダルは母の家のそばの湖で泳ぎ、母の幻と話し平安を得る。帰り道でランダルはケヴィンに電話をする。ケヴィンは予定日より早く産気づいたマディソンのもとに戻るため、バンクーバーから戻ろうとしている。  |                                               |                |                |                          |                                                   |                     |
| 第7話 | そこにいること There                          | 2021年2月9日   | 2021年10月27日 | Kevin Rodney Sullivan    | Isaac Aptaker & Elizabeth Berger                  | 5.12                |
| 過去、子供のころのジャックはリトルリーグでプレーする。試合にのめり込む酒浸りの父親に批判され続け、ジャックは野球を楽しめなくなる。後に、ジャックは8年生のケヴィンをQBのキャンプに連れて行く。コーチにののしられたケヴィンは自分に才能があるか心配し、緊張のあまり吐く。ジャックは父と同じように自分が息子にプレッシャーをかけすぎたのではないか心配し、コーチに警告する。 現在、マディソンの陣痛が始まったと知ったケヴィンは、監督の制止を振り払って現場を去る。空港に向かう途中で交通事故に遭った男を救う。現場で財布を落としたため、空港の保安ゲートで止められる。ケイトはエリーの出産に付き合っているため、誰もマディソンの病院に来られない。ニューオーリンズから戻る途中のランダルとベスはマディソンに電話をして勇気づける。 |                                               |                |                |                          |                                                   |                     |
| 第8話 | 離れていても In the Room                      | 2021年2月16日  | 2021年10月27日 | ケン・オリン             | Vera Herbert                                      | 5.76                |
| 過去、1963年、アルバカーキでコンピューター技術者のナシルが未来の妻エスターに出会う。数年後、エスターは夫の働き過ぎに不満を持つが、ナシルは自分のデータ圧縮アルゴリズムによって、将来彼らの息子がアルゼンチンにいるエスターの母とビデオ通話ができるようになると説明する。ビッグ・スリーが8年生の頃、ジャックとレベッカは山小屋に子供たちを誘うが、思春期の三つ子は嫌がり二人だけで向かう。水漏れで子供たちの絵が台無しになり、子供たちの成長を寂しがるジャックは、家族が壊れて行く前兆ととらえる。レベッカは数枚の絵を修復し、家族は変化を乗り越えるはずだと語る。 現在、ランダルはビデオ通話でマディソンを勇気づけ続け、そこにケヴィンが到着する。ニコラスとフランセスの双子が生まれ、ケヴィンはランダルに感謝する。同じころエリーも出産する。隔離のために駐車場で待っていたトビーは、COVID-19で入院していた妻ローズが退院となる老人と知り合う。トビーは生まれたばかりの娘ヘイリーのミドルネームをローズにする。山小屋にいたレベッカは孫の出産に立ち会えなかったことを嘆くが、ビデオ通話で孫たちと対面する。ケイトは同じ夜に生まれた3人の幼児を新ビッグ・スリーと名付ける。 |                                               |                |                |                          |                                                   |                     |
| 第9話 | ファミリーツリー The Ride                     | 2021年2月23日  | 2021年12月22日 | ジョン・ウエルタス       | Julia Brownell}                                   | 5.10                |
| 過去、三つ子を出産後に退院する日、ジャックはあおり運転に苛立ち、途中でウイスキーを飲んでレベッカに運転を頼む。ジャックは父親が自分たち兄弟と一緒にいることを楽しまなかったと打ち明け、親となることの不安を口にするも、レベッカが勇気づける。 過去、ベスが次女アニーを出産後に退院する日、ランダルは次は男の子が欲しいと言ってベスを困惑させる。両親を知らない埋め合わせに大家族が欲しいと説明する。 現在、ケヴィンとマディソンは双子を出産後に退院する。パパラッチが二人につきまとい、いらだつケヴィンをマディソンがなだめる。ケヴィンの夢の中で、ジャックは自分と父親を比べるのは間違いだと語る。ケヴィンとマディソンは正式に婚約する。トビーとケイトは養女ヘイリーを連れて退院するが、産みの母エリーはヘイリーに関わりたくないと言い出す。トビーはその日の朝に失職したことを打ち明ける。 未来、成長したデジャは医学生となっている。妊娠をランダルには秘密にし、アニーに打ち明ける。アニーとデジャはケヴィンの家に行ってテスに合流し、ランダルとともにレベッカに会おうとする。                                                                                             |                                               |                |                |                          |                                                   |                     |
| 第10話 | かぞくのきょうかいせん I've Got This          | 2021年3月16日  | 2021年12月22日 | ケン・オリン             | Casey Johnson & David Windsorl                    | 5.00                |
| 過去、生まれたばかりの三つ子の養育費用を心配するジャックは昇進を狙って上司たちと高価なディナーに行くが、費用を持つ羽目になる。レベッカが家計を管理すると宣言する。 現在、ベスの母キャロルが娘の家に滞在していろいろと口を出し、娘夫婦との間に緊張が高まる。マリクの娘の母が娘に関わりたいと言い出し、マリクはランダルの忠告を求める。ランダルは実の母親に会えなかったことを悔やんでいると答える。デジャには常に彼女の味方だと安心させる。キャロルは家族のいない独り身の生活が寂しいと告白し、ベスはずっと滞在してよいと母に語る。ケヴィンはケイト夫婦をディナーに招く。仕事が見つからないトビーは苛立ち、援助を申し出たケヴィンを激しく拒否するが、後に謝る。ケイトは、ジャックの通う視覚障害者のための音楽学校の仕事に就く。ニックがケヴィンの家に来る。 |                                               |                |                |                          |                                                   |                     |
| 第11話 | 小さな一歩 One Small Step ...                 | 2021年3月23日  | 2021年12月22日 | Yasu Tanida              | Laura Kenar                                       | 5.15                |
| 1969年、最初の月着陸が行われたころ、招集前のニックは両親とともに暮らし、動物病院の同僚サリーと恋に落ちる。ニックはサリーにウッドストック・フェスティバルに行き、その後カリフォルニアで暮らすよう誘われる。だが母親を父親から守るためにすっぽかす。 過去、ベトナム後、隠遁するニックはジャックも出席する戦友の婚約式に呼ばれる。だがジャックを見かけて気後れし、会わずに帰る。 現在、ニックはケヴィンの双子のZoomで行われる洗礼式に招待されるたことを誤解し、COVID-19のワクチン接種を受け、50年ぶりに飛行機に乗り、うち一人が自分にちなんで名づけられた双子に会うために、カリフォルニアに飛ぶ。キャシディの助けで準備したプレゼントは空港の警備を通らない。ケヴィンの家に着いた後、双子の人生に関わるべきか迷ってキャシディに電話し、ジャックが生きていれば許してもらえたはずだと励まされる。ニックは空港の本屋で買った本を双子に贈る。ケヴィンは本の中に、ジャックとニックの写真を見つける。 |                                               |                |                |                          |                                                   |                     |
| 第12話 | 言い出せないこと Both Things Can Be True      | 2021年4月6日   | 2021年12月22日 | Chris Koch               | Danielle Bauman                                   | 4.53                |
| 過去、ジャックはミゲルの助けでレベッカへの求婚を準備する。ミゲルはレベッカの父の無礼な発言を責める。 現在、ケイトは学校の仕事を始め、トビーが育児をする。ベスはテスのXジェンダーのガールフレンドを受け入れられず、母キャロルの助言を受ける。ニックはミゲルと、ケヴィンとマディソンの結婚式の企画を進めるが、何度も衝突する。ミゲルがジャックにとって自分の代わりではなかったかとの疑いを告白する。マディソンは小規模のパーティーを望む。ランダルは他人種の養子となった人々のグループセラピーに出席する。ケヴィンはぎくしゃくした関係のランダルに電話し、結婚の介添人になってくれるよう頼む。 |                                               |                |                |                          |                                                   |                     |
| 第13話 | 兄弟愛 Brotherly Love                         | 2021年4月13日  | 2021年12月22日 | Kay Oyegun               | Jon Dorsey                                        | 4.81                |
| 過去、ジャックは幼児のケヴィンとランダルを幼児番組の収録に連れて行く。大学生のランダルはロサンゼルスに旅行し、俳優活動で苦労するケヴィンを訪ねる。 現在、ケヴィンはフィラデルフィアにランダルを訪ね、弟が抱えていた黒人としての悩みを聞き、自分が無関心であったことを謝罪する。ケヴィンは映画の撮影から立ち去ったことで、ロバート・デ・ニーロに赦してもらう。 |                                               |                |                |                          |                                                   |                     |
| 第14話 | ミュージック＆ミラー The Music and the Mirror | 2021年5月11日  | 2021年12月22日 | Jessica Yu               | Jonny Gomez                                       | 5.08                |
| 過去、三つ子が18歳のころ、父の死や中絶から立ち直れないケイトはレベッカの紹介した仕事ではなく、ダイナーで仕事を見つける。ベスはバレリーナを諦めたことの悲しみをランダルに語る。 現在、COVID-19のためにベスはバレエスタジオを閉じる。仕事に就くための面接を受けるもやめ、ランダルは心配する。ケイトとトビーの家では水漏れが起き、失業中のトビーは配管業者を呼ぶことを嫌がり、自分の父親に電話して助けてもらう。レベッカとケイトはマディソンのウェディングドレス選びに付き合う。ケイトは母に学校での自分の仕事ぶりを見せる。ケヴィンが撮影現場から立ち去った映画は撮りなおされたが酷い出来となる。かつて舞台をすっぽかしたこともあり、俳優としての将来には影が差す。ビデオ会話越しに、偶然にゾーイに再会する。 |                                               |                |                |                          |                                                   |                     |
| 第15話 | ジェリー2.0 Jerry 2.0                         | 2021年5月18日  | 2021年12月22日 | マイロ・ヴィンティミリア | Isaac Aptaker & Elizabeth Berger}                 | 4.90                |
| 過去、三つ子が18歳の時、ケヴィンが久しぶりにロサンゼルスからピッツバーグに戻り、一家は山小屋に行く。映画『ザ・エージェント』を見て、ケヴィンはソフィーとの結婚生活について提案書を書く。 現在、男性たちは山小屋に集まり、ケヴィンのバチェラーパーティーを開く。釣りをする予定が雨のために『ザ・エージェント』を見る。女性たちはケイトの企画で、ロサンゼルスでマディソンのバチェラーパーティーを開く。男性のヌードモデルを呼んで絵を描くが、マディソンの元ボーイフレンドがモデルとして来る。ケヴィンとマディソンは、予想外の妊娠がもたらした結婚について考え始める。 |                                               |                |                |                          |                                                   |                     |
| 第16話 | おそろいのイス The Adirondacks                | 2021年5月25日  | 2021年12月22日 | ケン・オリン             | ダン・フォーゲルマン                              | 5.14                |
| 過去、三つ子が幼いころ、レベッカが楽しみにしていた『ダイナスティ』の録画テープをジャックが上書きし、二人は子供たちの前で口論する。 過去、マディソンが子供の頃、イギリス人の母はイアリングを残して去る。父親には、あまり男の選り好みをしないよう言われる。2016年、ボーイフレンドに捨てられて過食症となり、サポートグループに入ってケイトとトビーに出会う。 現在、ピアソン家はケヴィンとマディソンの結婚式の準備をする。ランダルはレベッカに、ニューオーリンズで知った実母の話をする。トビーはサンフランシスコで週に三日働く仕事を見つける。上司のフィリップはケイトの辞職を受け入れない。マリクはボストンのハーバード大学に合格する。ベスとテスは和解する。マディソンはケヴィンが自分を愛していないことを知り、結婚を取りやめる。レベッカはケヴィンに、ジャックが約束した家を建てるよう頼む。 5年先の未来、ベス、マディソン、そしてフィリップとの結婚を控えたケイトはホテルの部屋にいる。ニックは結婚している。ランダルは『ザ・ニューヨーカー』の記事で新星として扱われている。                                                                                              |                                               |                |                |                          |                                                   |                     |

1. ↑  第15話

### シーズン6 (2022年）
| 話数 | タイトル 原題                                         | 放送日        | 放送日       | 演出                     | 脚本                                               | 視聴者数 （百万人） |
| --- | ----------------------------------------------------- | ------------- | ------------ | ------------------------ | -------------------------------------------------- | ------------------- |
| 第1話 | 挑戦者 The Challenger                                 | 2022年1月4日  | 2022年8月3日 | ケン・オリン             | ダン・フォーゲルマン                               | 5.46                |
| 1986年、三つ子はチャレンジャー号爆発事故をテレビで見て衝撃を受ける。 現在、三つ子は41才の誕生日を迎える。ケヴィンはマディソンの家のガレージに住んで双子の世話をする。マディソンがイライジャと付き合い始めたため、ケイトの家に引っ越す。ロサンゼルスに住むため、『シッターマン』のリブートに出演することにする。ランダルは、2年前に家に盗みに入った男を保釈してやる。ケイトは、上司のフィリップがガールフレンドと別れるところを目撃する。トビーがサンフランシスコから帰宅する。ニックはロサンゼルスのレベッカとミゲルの家に同居する。レベッカは老人斑による記憶障害に苦しむ。3人は州内に住むニックの元ガールフレンドのサリーに会いに行くことにする。 |                                                       |               |              |                          |                                                    |                     |
| 第2話 | 恋人たち One Giant Leap                               | 2022年1月11日 | 2022年8月3日 | Kay Oyegun               | Kevin Falls                                        | 5.01                |
| 現在、デジャは親に黙り、ボストンでハーバード大学に通うマリクに会いに行く。二人は初めてセックスをする。ニック、レベッカ、ミゲルはサリーの家を訪ね、夫とともにディナーを共にして心を開いて話をする。ミゲルは病気のレベッカを最後まで世話すると誓う。ニックはペンシルバニアに帰ることにし、飛行機内でCAのイーディと知り合う。 未来、ニックの妻となったイーディが山小屋に着く。 |                                                       |               |              |                          |                                                    |                     |
| 第3話 | 4人の父親 Four Fathers                                | 2022年1月18日 | 2022年8月3日 | ジョン・ウエルタス       | Casey Johnson & David Windsor                      | 4.91                |
| 過去、仕事が忙しいジャックは週末に子供たちとの時間を作るもケヴィンが迷子になる。ジャックの母が亡くなる。 現在、ランダルはデジャと話すために運転を教え、マリクからのメールの読み上げを耳にしてボストンに行ったことを知る。ベスはデジャが成長したことを認め、避妊法を教える。ケヴィンは『シッターマン』の台本読み合わせに出て娘フラニーの歩き初めを見逃す。週末しか帰宅できないトビーは子供たちと忙しく遊び、昼寝のスケジュールを乱す。家族の思い出を作るため、トビーはスモーカーを買おうとケイトに話す。 未来、成長したジャック・デイモンは古いスモーカーの匂いで、両親の結婚が破綻した日のことを思い出す。 |                                                       |               |              |                          |                                                    |                     |
| 第4話 | 引き留めさせないで Don't Let Me Keep You              | 2022年1月25日 | 2022年8月3日 | Jessica Yu               | Elan Mastai                                        | 4.76                |
| 子供時代のジャックは橇を壊すが、母マリリンは暴力的な父スタンリーから怒られないよう秘密にする。 成長したジャックはマリリンをスタンリーから引き離し、従妹デビーの住むオハイオに車で連れて行く。その後、毎週日曜6時にマリリンはジャックに電話をかけてよこす。 マリリンの死を知らされたジャックはオハイオに一人で行き、デビーやマリリンの友人たちに会い、母が自分の知らないところで豊かな人生を送ったことを知る。弔辞を読もうとしたとき、レベッカと三つ子がやってきて参列する。三つ子はマリリンが用意していたスケート靴でスケートをする。ジャックは母の得意料理を家族にふるまう。ジャックは泣き、レベッカに慰められる。 |                                                       |               |              |                          |                                                    |                     |
| 第5話 | 核心 Heart and Soul                                   | 2022年2月1日  | 2022年8月3日 | クリス・サリヴァン       | Julia Brownell                                     | 4.54                |
| 過去、ジャックの死後ケイトと暮らすレベッカは、離婚したミゲルとともにお見合いパーティーに出てマットと知り合う。帰宅したレベッカをケイトはふしだらだとなじる。 現在、ケイトは認知症の悪化したレベッカに、一人では子守を任せられないと言う。ケイトは何年もレベッカに八つ当たりしてきたことを詫び、ジャックにピアノを教えてくれるよう頼む。ケヴィンはキャシディを連れて山小屋の隣の家の建設現場に行き、ニックとイーディに会う。キャシディにニックを補佐しての建設の監督を頼む。キャシディの忠告で、ケヴィンはイライジャとマディソンの関係がうまく行くよう計らう。デジャは高校を繰り上げ卒業してボストンに行き、マリクと暮らしたいと言うが、ランダルは拒否する。 |                                                       |               |              |                          |                                                    |                     |
| 第6話 | うちのかわいい島娘 Our Little Island Girl: Part Two   | 2022年2月22日 | 2022年8月3日 | ケヴィン・フックス       | スーザン・ケレチ・ワトソン & Eboni Freeman         | 4.39                |
| 過去、大学生のベスはかつて自分をソリストに選ばなかったバレエ教師ヴィンセントに出くわし、見捨てられたように感じたことをランダルに告白する。レベッカは感謝祭のディナーにマットを招く。L.A.から帰って来たケヴィンは浮気を妻ソフィーに告白して怒らせる。 現在、ベスはフィラデルフィア・シティ・バレエ学校で奨学生を選抜する。昔の自分を思い出させる生徒のステーシーに目をかける。ステーシーは発表会で転倒するも、ベスは自分の力で立ち上がりダンスを続けるよう諭す。ベスはヴィンセントに電話をして恨みを吐き出し、自分はすべての生徒を見捨てずに支えるつもりだと語る。ケヴィンは『シッターマン』の最初の公開録画に家族を招待する。山小屋での感謝祭にマディソンと双子を連れて行こうとするが断られる。ケイトは動揺するケヴィンをなだめる。 未来、ステーシーはヒューストン・バレエ団のプリンシパルになっている。 |                                                       |               |              |                          |                                                    |                     |
| 第7話 | タブー Taboo                                          | 2022年3月8日  | 2022年8月3日 | Glenn Steelman           | Laura Kenar                                        | 4.24                |
| 過去、結婚前のジャックとレベッカはレベッカの両親を感謝祭のディナーに招く。レベッカは母親ともめるも、両親がコネティカット州に引っ越すと知り、母親を抱きしめる。 1999年の感謝祭、ケヴィンはソフィーと別れ、ミゲルとそのガールフレンドのマルグリート、マットを加えてピアソン家が集まる。ケイトは体重を気にし始める。「タブー」ゲームでのレベッカとミゲルの絆の深さが周囲を戸惑わせる。レベッカはミゲルがヒューストンに引っ越すと聞いて悲しみ、ケイトに慰められる。 現在、ピアソン家は感謝祭で山小屋に集まり、隣のケヴィンの家の建設予定地を見る。トビーは肥満の遺伝子を受け継ぐジャックの食べ過ぎを心配しすぎてケイトを怒らせる。レベッカは子供たちに自分の終末期医療を語り、ミゲルが治療の決定権を持ち、ミゲルの不在の際にはケイトが代わると納得させる。 |                                                       |               |              |                          |                                                    |                     |
| 第8話 | ザ・ギター・マン The Guitar Man                       | 2022年3月15日 | 2022年8月3日 | マイロ・ヴィンティミリア | Kevin Falls & Jake Schnesel                        | 4.18                |
| 1986年、両親は三つ子をプールに連れて行き、まだ泳げないケヴィンは底の排水溝に触りたがる。 1999年、プールが閉鎖されることになり、感謝祭のディナーの後ケイトとランダルはポールのそばで酔ったケヴィンを見つける。ソフィーを失ったケヴィンは自分に土台がないと嘆く。 現在、感謝祭の後、ケヴィンは改めて双子を一人で山小屋に連れて行き、ニック、イーディ、キャシディ、その息子マティに迎えられる。キャシディは退役軍人を雇って家の足場を作らせている。深夜、キャシディは一人でドライブに出かけて事故に遭い、病院に担ぎ込まれる。ケヴィンは病院で夜を過ごす。朝、キャシディは、米軍がアフガニスタンから撤退した今、人的諜報活動で知り合った現地の人々を裏切ったと感じ、夜は眠れず自殺衝動に駆られると告白する。ニックはカウンセリングを受けるようキャシディに勧める。ケヴィンはマティにお見舞いカードを作らせ、ギターをプレゼントする。キャシディは退院して山小屋に戻る。ケヴィンはもっと退役軍人を雇ってさらに多くの家を建設しようと提案する。双子を連れてLAに戻る。 |                                                       |               |              |                          |                                                    |                     |
| 第9話 | ザ・ヒル The Hill                                     | 2022年3月22日 | 2022年8月3日 | マンディ・ムーア         | Casey Johnson & David Windsor & クリッシー・メッツ | 4.45                |
| 1986年、ケイトはプールで水に顔をつけるのも嫌がり、父から手を放そうとしない。 1999年、三つ子は閉鎖されるプールに閉じ込められる。ケイトは自分の人生に展望が見えないと兄弟たちに愚痴をこぼす。ケイトだけは塀を乗り越えて出ることができない。 現在、ケイトは痩せる前の昔のトビーを懐かしがり、サンフランシスコに単身赴任するトビーに一人で会いに行く。トビーは一緒に住もうと家を見せるが、LAを離れたくないケイトはトビーがLAでの仕事を断ったと聞いて怒る。ケイトとトビーはそれぞれ今の仕事に生きがいを感じていることを認め合う。ケイトは坂道を上り、フィリップに電話をして、空きの出た職務に応募する。 |                                                       |               |              |                          |                                                    |                     |
| 第10話 | エブリー・バージョン・オブ・ユー Every Version of You | 2022年3月29日 | 2022年8月3日 | ジャスティン・ハートリー | Kay Oyegun                                         | 4.21                |
| 1986年、ランダルはプールで水泳のテストに合格し、家族で一緒に泳ぐ。 1999年、警察官がプールに閉じ込められた三つ子を見つけるが、ランダルが父の死後の家族の苦しみを説明して逮捕を免れる。 現在、マリクがデジャと別れると連絡をよこし、デジャはランダルの差し金と疑って山小屋から逃げ、マリクのいるボストンに行く。ボストンに行くランダルの車にレベッカも同乗し、二人はデジャとマリクに時間を与えるために途中で一泊する。ランダルは、自分を後継に推す州上院議員との面会を延期する。レベッカは、ランダルがジャックの死後のように自分に尽くし過ぎないよう、ミゲルに次ぐ治療の決定権をケイトに渡したと説明する。二人はボストンに着く。マリクは、デジャのことを思って別れたと説明する。デジャはランダルに謝罪する。ランダルは家に帰り、上院議員との面会を設定する。ケヴィンは双子をマディソンのもとに連れ帰る。ケイトはトビーに、サンフランシスコには引っ越せないと伝える。                                                                                             |                                                       |               |              |                          |                                                    |                     |
| 第11話 | サタデー・イン・ザ・パーク Saturday in the Park       | 2022年4月5日  | 2022年8月3日 | Chris Koch               | K.J. Steinberg                                     | 4.74                |
| 過去、レベッカとジャックは結婚10周年の記念日に初めて家を空ける。意地悪なベビーシッターがケイトを傷つけたため、ケヴィンとランダルは彼女をバスルームに閉じ込める。レベッカは三つ子の団結を喜ぶ。 現在、三つ子はレベッカとミゲルの結婚10周年のバーベキューに集まる。水漏れが起きて騒ぎとなり、夫婦喧嘩を続けるケイトとトビーは安全ゲートを閉め忘れて、盲目のジャックは一人で外に出てしまう。歌で覚えたとおりに公園に着くも転んでけがをする。レベッカがジャックを発見し、ケイトとトビーは言い争う。ケイトは結婚が破綻しそうだと兄弟たちに話す。イライジャがマディソンに求婚するつもりであることを知り、ケヴィンとマディソンは双子の親として新たな関係を始める。 |                                                       |               |              |                          |                                                    |                     |
| 第12話 | ケイトビー Katoby                                     | 2022年4月12日 | 2022年8月3日 | Ken Olin                 | Isaac Aptaker & Elizabeth Berger                   | 4.56                |
| 現在、ジャックの怪我の後、トビーはロサンゼルスで以前断ったつまらない仕事に就き、ケイトとともにカウンセリングを受ける。だが二人の結婚は次第に破綻していき、16か月後に離婚する。フィリップは落ち込むケイトをデートに誘い、以前盲目の女性と結婚していたが不妊で破綻し、前妻は交通事故で死んだと告白する。数年後、フィリップは子供たちの信頼も勝ち得てケイトと結婚する。その間、ケヴィンは様々な女性と付き合う。マディソンとイライジャは結婚して子供を得る。ケヴィンはケイトとフィリップの婚約パーティーで、結婚したソフィーに再会する。ランダルは州上院議員選に出馬する。レベッカの症状は悪化する。 未来、成長したジャックはケイト、フィリップ、トビーとそのパートナーの前で演奏する。 |                                                       |               |              |                          |                                                    |                     |
| 第13話 | 結婚式の日 Day of the Wedding                         | 2022年4月19日 | 2022年8月3日 | Ken Olin                 | Jon Dorsey                                         | 5.09                |
| 1986年、決まりきった毎日を送るレベッカはダイアナ妃と同じ髪型に変えるも後悔し、三つ子にも馬鹿にされる。ジャックは顎髭を剃り落してレベッカへの共感を伝え、平日にディナーに連れ出す。平穏な日常だけでなく、変化も楽しもうと決める。レベッカは久しぶりにレストランでピアノの弾き語りを披露する。 2026年、ケイトとフィリップの結婚式の日、レベッカの病状は進み、しばしばケヴィンを亡夫ジャックと間違える。州上院議員となったばかりで忙しかったランダルは、ミゲルの健康上の問題に気付いて心配するも、一日くらいは嫌なことを忘れたいと反発される。レベッカは式で予定通りピアノの弾き語りをこなし、感涙を誘う。マディソンとベスは、前夜のケヴィンがソフィー、キャシディー、あるいはウェディング・シンガーのアリエルのいずれかと逢瀬を楽しんだと疑う。 |                                                       |               |              |                          |                                                    |                     |
| 第14話 | 結婚式の前夜 The Night Before the Wedding             | 2022年4月26日 | 2022年8月3日 | Yasu Tanida              | Danielle Bauman                                    | 4.93                |
| 1986年、ケヴィンはソフィーにバレンタイン・デーのカードを書く。 2026年、ケイトとフィリップの結婚式の前夜、ケヴィンは荷物を取り違えられたソフィーを助けて新しい服を手に入れる。ソフィーは離婚し、旅をしながら看護婦をしていると明かす。二人はセックスの直前まで行くが、過去を繰り返すことを恐れたソフィーは立ち去る。ケヴィンはバーに行き、人間観察を趣味とするウェディング・シンガーのアリエルに会って詩をもらう。部屋でキャシディの服のファスナーがひっかかったのを下ろしてやるが、二人は良い友人同士であることを確認する。式の後、レベッカは25年前と勘違いし、ケヴィンはいずれ成熟するとソフィーに語る。ケヴィンは持ち続けていたバレンタイン・デーのカードをソフィーに見せ、二人はキスをする。 |                                                       |               |              |                          |                                                    |                     |
| 第15話 | ミゲル Miguel                                         | 2022年5月3日  | 2022年8月3日 | Zetna Fuentes            | Jonny Gomez                                        | 4.67                |
| 過去、ミゲルは両親、障害を負う伯母ガビとともにプエルトリコからペンシルバニアに移住する。ミゲルは差別を克服して成功するも、アメリカ社会への同化のし過ぎを気に入らない父とは疎遠になる。ミゲルはシェリーと結婚し、息子をもうけるがすぐに離婚して疎遠となる。ジャックの死後、ミゲルはヒューストンへ引っ越す。父が死に、自分を誇りにしていたと母に聞かされる。2008年、ミゲルはレベッカに再会し、交際を始める。ミゲルは引退してレベッカと一緒に暮らし始める。三つ子に二人の関係を打ち明けた時、当初ケヴィンは気に入らないが、二人は結婚する。 未来、2026年、ミゲルは自分の健康も顧みずに、認知症を発するレベッカに尽くす。三つ子は看護婦を雇い、死の近づいた二人の世話をさせる。ケヴィンはミゲルの息子に連絡をとり、疎遠だった父に再会させる。ミゲルはレベッカより先に逝き、その灰はプエルトリコと、かつてレベッカとともに植えたリンゴの木の根元に撒かれる。 |                                                       |               |              |                          |                                                    |                     |
| 第16話 | ファミリー・ミーティング Family Meeting               | 2022年5月10日 | 2022年8月3日 | Chris Koch               | Isaac Aptaker & Elizabeth Berger                   | 4.80                |
| 過去、レベッカは三つ子の育児を完ぺきにこなす。ケイトは次第に兄弟への劣等感に悩まされる。 2026年、レベッカはミゲルの死を認識できない。三つ子はレベッカの介護に関してファミリー・ミーティングを持つ。三つ子の配偶者たちは意図的に距離を置く。ケヴィンは自分たちの生活を優先すべきだと言う母の言葉を思い出し、今の山小屋の隣の家にレベッカを住まわせ続け、時折訪問したいと言う。ランダルは、フィラデルフィアの自宅に母を迎えたいと言う。トビーはケイトが決定権を持っていると思い出させる。ケイトは兄弟たちに母の目を見て向き合うよう促す。ケイトはフィリップと話し合い、LAにレベッカを住まわせることで、ランダルのキャリアを優先したいと言う。だがケヴィンはソフィーと一緒に今のレベッカの家に引っ越して来たいと言い、マディソンとイライジャもLAから近所に引っ越すと言い、ニックとイーディは隣の山小屋に住むと言い、皆が合意する。年月が経ち、ケヴィンがランダルに電話してレベッカの死が近いと告げる。                                                            |                                                       |               |              |                          |                                                    |                     |
| 第17話 | ザ・トレイン The Train                                | 2022年5月17日 | 2022年8月3日 | ケン・オリン             | ダン・フォーゲルマン                               | 5.32                |
| 1998年、家の火事の夜、病院でジャックは交通事故に遭い重体のマーカス・ブルックスの父親を勇気づける。ジャックは急死し、マーカスは生き延びる。数十年後、マーカス・ブルックス博士はアルツハイマー症の治療法への貢献で表彰される。 2032年、レベッカの最期をみとるために家族がペンシルバニアの家に集まる。ケイトはイギリスから帰国を急ぐ。研修医のデジャはまだ結婚していないマリクの子を身ごもったことをランダルに明かす。レベッカは豪華な列車の夢を見て、ウィリアムに案内され、カタウスキー医師や家族に会う。家族が一人一人最後のあいさつに訪れて話しかけると、その声が列車のスピーカーから聞こえる。翌朝ケイトが到着して母の最期に間に合う。 |                                                       |               |              |                          |                                                    |                     |
| 第18話 | アス Us                                               | 2022年5月24日 | 2022年8月3日 | ケン・オリン             | ダン・フォーゲルマン                               | 6.37                |
| 三つ子が思春期のころ、ピアソン家は土曜日を水入らずで過ごす。ジャックはランダルとケヴィンに髭剃りを教える。一家はロバのシッポつけゲームを遊ぶ。レベッカは父にブランコを揺らしてもらったことを思い出し、三つ子のブランコを揺らす。 2032年、レベッカが亡くなり葬儀が行われる。悲しむランダルは、人生は無意味だと娘たちに語る。デジャは、生まれて来る息子を、ランダルを通じてしか知らない義祖父にちなんでウィリアムと名付けたいと言い、人生には意味があると語る。ランダルは、大統領選に出馬することを考えると兄妹たちに語る。ケイトは三つ子が人生に流されていくことを心配するが、三つ子は流されないと誓う。列車の中で、レベッカはこれからも常に子供たちの人生の一部だと、ジャックが語りかける。 |                                                       |               |              |                          |                                                    |                     |

1. ↑  S1E4

## 反応

### 批評家の反応
レビューサイト「Rotten Tomatoes（ロッテン・トマト）」によると、シーズン1に寄せられた56のレビューの平均点は10点満点中7.7点で、89%が好意的な評価をした。多かった意見をまとめると「放送が終わってしまった"Parenthood" に代わって、心に空いた穴を埋めてくれる、心を揺さぶるようなファミリードラマである」などがある。同様のレビューサイトでも平均を重視する「Metacritic（メタクリティック）」は、「おおむね好意的なレビューだった」とし34人の批評家の意見から100点満点中76点とはじき出した。シーズン2は「ロッテン・トマト」で92%の好意的な評価を得た。
『エンターテインメント・ウィークリー』は、「話題をさらうような暴力や悲観的な作品を続けて見た後にリフレッシュできる」と最初の数話に対してB評価を下した。さらに、ランダル役のスターリング・K・ブラウンの演技について「知性的で、信頼でき、カリスマ的である」と絶賛した。

### 受賞・ノミネート

#### 2016年
| 賞                                           | 部門                                   | 対象者 | 結果       | 出典    |
| -------------------------------------------- | -------------------------------------- | ------ | ---------- | ------- |
| 第14回アフリカン・アメリカン映画批評家協会賞 | テレビ番組トップ10 第6位               |        | 受賞       |         |
| アメリカン・フィルム・インスティチュート賞   | 年間優秀テレビ番組部門                 |        | 受賞       | [ 128 ] |
| 批評家協会テレビ賞                           | ドラマシリーズ部門                     |        | ノミネート | [ 129 ] |
| 批評家協会テレビ賞                           | エキサイティング・ニュー・シリーズ部門 |        | 受賞       | [ 129 ] |

#### 2017年
| 賞                                                | 部門                                                | 対象者                                                                                                 | 結果       | 出典            |
| ------------------------------------------------- | --------------------------------------------------- | --- | ---------- | --------------- |
| 第67回アメリカ映画編集者協会賞（エディー賞）      | テレビシリーズ編集賞（1時間・コマーシャル有り）部門 | デイヴィッド・L・バートマン （第1話「誕生日」に対して）                                                | 受賞       | [ 130 ]         |
| ゴールデングローブ賞                              | 助演女優賞 (シリーズ・ミニシリーズ・テレビ映画部門) | クリッシー・メッツ                                                                                     | ノミネート | [ 131 ]         |
| ゴールデングローブ賞                              | 助演女優賞 (シリーズ・ミニシリーズ・テレビ映画部門) | マンディ・ムーア                                                                                       | ノミネート | [ 131 ]         |
| ゴールデングローブ賞                              | 作品賞（ドラマ部門）                                | | ノミネート | [ 131 ]         |
| 第26回MTVムービー・アワード                       | 俳優賞（ドラマ部門）                                | マンディ・ムーア                                                                                       | ノミネート | [ 132 ]         |
| 第26回MTVムービー・アワード                       | 年間優秀番組部門                                    | | ノミネート | [ 132 ]         |
| 第26回MTVムービー・アワード                       | 胸をえぐられるような演技賞                          | マイロ・ヴィンティミリア & ロニー・チェイヴィズ                                                        | 受賞       | [ 132 ]         |
| NAACPイメージ・アワード                           | 主演男優賞 (ドラマシリーズ)                         | スターリング・K・ブラウン                                                                              | 受賞       | [ 133 ]         |
| NAACPイメージ・アワード                           | ドラマシリーズ賞                                    | | ノミネート | [ 133 ]         |
| NAACPイメージ・アワード                           | NAACPイメージ・アワード 子役賞                      | ロニー・チェイヴィズ                                                                                   | ノミネート | [ 133 ]         |
| ピーボディ賞                                      | エンターテインメント・子供向け番組部門              | | ノミネート | [ 134 ]         |
| ピープルズ・チョイス・アワード                    | 好きな俳優賞（新シリーズ部門）                      | マイロ・ヴィンティミリア                                                                               | ノミネート | [ 135 ]         |
| ピープルズ・チョイス・アワード                    | 好きな女優賞（新シリーズ部門）                      | マンディ・ムーア                                                                                       | ノミネート | [ 135 ]         |
| ピープルズ・チョイス・アワード                    | 好きな番組賞（新ドラマ部門）                        | | 受賞       | [ 135 ]         |
| 全米映画俳優組合賞                                | 男優賞 (ドラマシリーズ)                             | スターリング・K・ブラウン                                                                              | ノミネート | [ 136 ]         |
| ティーン・チョイス・アワード                      | ブレイクアウト・スター (テレビ部門)                 | クリッシー・メッツ                                                                                     | ノミネート |                 |
| ティーン・チョイス・アワード                      | 俳優 (ドラマ部門)                                   | スターリング・K・ブラウン                                                                              | ノミネート |                 |
| ティーン・チョイス・アワード                      | 俳優 (ドラマ部門)                                   | マイロ・ヴィンティミリア                                                                               | ノミネート |                 |
| ティーン・チョイス・アワード                      | テレビ番組 (ドラマ部門)                             | | ノミネート |                 |
| 第33回テレビ批評家協会賞                          | 個人賞 (ドラマ部門)                                 | スターリング・K・ブラウン                                                                              | ノミネート | [ 137 ]         |
| 第33回テレビ批評家協会賞                          | 作品賞 (ドラマ部門)                                 | | ノミネート | [ 137 ]         |
| 第33回テレビ批評家協会賞                          | 新番組賞                                            | | 受賞       | [ 137 ]         |
| 第33回テレビ批評家協会賞                          | 年間番組賞                                          | | ノミネート | [ 137 ]         |
| 全米脚本家組合賞                                  | エピソード・ドラマ賞                                | ヴェラ・ハーバート （第9話"The Trip" )                                                                 | 受賞       | [ 138 ] [ 139 ] |
| 全米脚本家組合賞                                  | 新シリーズ賞                                        | | ノミネート | [ 138 ] [ 139 ] |
| 第69回プライムタイム・エミー賞                    | 作品賞 (ドラマ部門)                                 | | ノミネート | [ 140 ]         |
| 第69回プライムタイム・エミー賞                    | 主演男優賞 (ドラマ部門)                             | マイロ・ヴィンティミリア                                                                               | ノミネート | [ 140 ]         |
| 第69回プライムタイム・エミー賞                    | 主演男優賞 (ドラマ部門)                             | スターリング・K・ブラウン                                                                              | 受賞       | [ 140 ]         |
| 第69回プライムタイム・エミー賞                    | 助演男優賞 (ドラマ部門)                             | ロン・シーファス・ジョーンズ                                                                           | ノミネート | [ 140 ]         |
| 第69回プライムタイム・エミー賞                    | 助演女優賞 (ドラマ部門)                             | クリッシー・メッツ                                                                                     | ノミネート | [ 140 ]         |
| プライムタイム・エミー賞 クリエイティブアート部門 | ゲスト男優賞 (ドラマ部門)                           | ブライアン・タイリー・ヘンリー （第16話"Memphis" ）                                                    | ノミネート | [ 140 ]         |
| プライムタイム・エミー賞 クリエイティブアート部門 | ゲスト男優賞 (ドラマ部門)                           | ジェラルド・マクレイニー （第12話"The Big Day" ）                                                      | 受賞       | [ 140 ]         |
| プライムタイム・エミー賞 クリエイティブアート部門 | ゲスト男優賞 (ドラマ部門)                           | デニス・オヘア （第10話"Last Christmas" ）                                                             | ノミネート | [ 140 ]         |
| プライムタイム・エミー賞 クリエイティブアート部門 | キャスティング賞 (ドラマ部門)                       | （キャスティング監督） バーナード・テルシー ティファニー・リトル・キャンフィールド                     | ノミネート | [ 140 ]         |
| プライムタイム・エミー賞 クリエイティブアート部門 | メイクアップ賞 (シングルカメラ・シリーズ部門)       | ゾーイ・ヘイ、ヘザー・プロット、エリザベス・ホー・チャン、ジュディス・リン・スターツ、ジョン・ダミアニ | ノミネート | [ 140 ]         |
| ソウル国際ドラマアワード                          | 作品賞                                              | | 受賞       | [ 142 ]         |
| ソウル国際ドラマアワード                          | 監督賞                                              | ダン・フォーゲルマン                                                                                   | ノミネート | [ 142 ]         |

#### 2018年
| 賞                                                | 部門                                                 | 対象者                                                                       | 結果       | 出典            |
| ------------------------------------------------- | ---------------------------------------------------- | ---------------------------------------------------------------------------- | ---------- | --------------- |
| 批評家協会テレビ賞                                | ドラマシリーズ部門                                   |                                                                              | ノミネート | [ 143 ]         |
| 批評家協会テレビ賞                                | ドラマシリーズ男優賞                                 | スターリング・K・ブラウン                                                    | 受賞       | [ 143 ]         |
| 批評家協会テレビ賞                                | ドラマシリーズ助演女優賞                             | クリッシー・メッツ                                                           | ノミネート | [ 143 ]         |
| ゴールデングローブ賞                              | 主演男優賞 (ドラマ部門)                              | スターリング・K・ブラウン                                                    | 受賞       | [ 144 ] [ 145 ] |
| ゴールデングローブ賞                              | 助演女優賞 (シリーズ・ミニシリーズ・テレビ映画部門)  | クリッシー・メッツ                                                           | ノミネート | [ 144 ] [ 145 ] |
| ゴールデングローブ賞                              | 作品賞（ドラマ部門）                                 |                                                                              | ノミネート | [ 144 ] [ 145 ] |
| プライムタイム・エミー賞 クリエイティブアート部門 | 衣装賞（現代劇部門）                                 | Hala Bahmet and Elinor Bardach                                               | ノミネート | [ 146 ]         |
| プライムタイム・エミー賞 クリエイティブアート部門 | ゲスト男優賞 (ドラマ部門)                            | ロン・シーファス・ジョーンズ                                                 | 受賞       | [ 146 ]         |
| プライムタイム・エミー賞 クリエイティブアート部門 | ゲスト男優賞 (ドラマ部門)                            | ジェラルド・マクレイニー                                                     | ノミネート | [ 146 ]         |
| プライムタイム・エミー賞 クリエイティブアート部門 | シングルカメラ・メークアップ賞人工装具なし現代劇部門 | Zoe Hay, Heather Plott, Luis Garcia, Elizabeth Hoel-Chang, and Tania McComas | ノミネート | [ 146 ]         |
| プライムタイム・エミー賞 クリエイティブアート部門 | 音楽監督賞                                           | Jennifer Pyken                                                               | ノミネート | [ 146 ]         |
| プライムタイム・エミー賞                          | 作品賞 (ドラマ部門)                                  |                                                                              | ノミネート | [ 146 ]         |
| プライムタイム・エミー賞                          | 主演男優賞 (ドラマ部門)                              | スターリング・K・ブラウン                                                    | ノミネート | [ 146 ]         |
| プライムタイム・エミー賞                          | 主演男優賞 (ドラマ部門)                              | マイロ・ヴィンティミリア                                                     | ノミネート | [ 146 ]         |

#### 2019年
| 賞                       | 部門                             | 対象者                                           | 結果       | 出典    |
| ------------------------ | -------------------------------- | ------------------------------------------------ | ---------- | ------- |
| 批評家協会テレビ賞       | ドラマシリーズ男優賞             | マイロ・ヴィンティミリア                         | ノミネート | [ 147 ] |
| 批評家協会テレビ賞       | ドラマシリーズ助演男優賞         | ジャスティン・ハートリー                         | ノミネート | [ 147 ] |
| 全米映画俳優組合賞       | 全米映画俳優組合賞男優賞         | スターリング・K・ブラウン                        | ノミネート | [ 148 ] |
| 全米映画俳優組合賞       | 全米映画俳優組合賞アンサンブル賞 |                                                  | 受賞       | [ 148 ] |
| 全米脚本家組合賞         | エピソード・ドラマ賞             | Isaac Aptaker & Elizabeth Berger (for "The Car") | ノミネート | [ 149 ] |
| プライムタイム・エミー賞 | 作品賞 (ドラマ部門)              |                                                  | ノミネート | [ 150 ] |
| プライムタイム・エミー賞 | 主演男優賞 (ドラマ部門)          | スターリング・K・ブラウン                        | ノミネート | [ 150 ] |
| プライムタイム・エミー賞 | 主演男優賞 (ドラマ部門)          | マイロ・ヴィンティミリア                         | ノミネート | [ 150 ] |
| プライムタイム・エミー賞 | 主演女優賞 (ドラマ部門)          | マンディ・ムーア                                 | ノミネート | [ 150 ] |
| プライムタイム・エミー賞 | 助演女優賞 (ドラマ部門)          | クリス・サリヴァン                               | ノミネート | [ 150 ] |

#### 2020年
| 賞                       | 部門                      | 対象者     | 結果    | 出典 |
| ------------------------ | ------------------------- | ---------- | ------- | ---- |
| プライムタイム・エミー賞 |                           |            |         |      |
| 主演男優賞 (ドラマ部門)  | スターリング・K・ブラウン | ノミネート | [ 151 ] |      |

#### 2021年
| 賞                       | 部門                      | 対象者 | 結果    | 出典 |
| ------------------------ | ------------------------- | ------ | ------- | ---- |
| プライムタイム・エミー賞 |                           |        |         |      |
| 作品賞 (ドラマ部門)      |                           | 未決定 | [ 152 ] |      |
| 主演男優賞 (ドラマ部門)  | スターリング・K・ブラウン | 未決定 | [ 152 ] |      |
| 助演男優賞 (ドラマ部門)  | クリス・サリヴァン        | 未決定 | [ 152 ] |      |